# H. P. Lovecraft
Howard Phillips Lovecraft (Providence, 20 de agosto de 1890-Providence, 15 de marzo de 1937), más conocido como H. P. Lovecraft, fue un escritor estadounidense, autor de relatos y novelas de terror y ciencia ficción. Se le considera un gran innovador del cuento de terror, al que aportó una mitología propia —los Mitos de Cthulhu—, desarrollada en colaboración con otros autores, actualmente en vigencia. Su obra constituye un clásico del horror cósmico, una línea narrativa que se aparta de las tradicionales historias de terror sobrenatural —satanismo, fantasmas—, incluyendo elementos de ciencia ficción como, por ejemplo, razas alienígenas, viajes en el tiempo o existencia de otras dimensiones.
Su familia provenía de una distinguida tradición burguesa venida a menos, razón que marcó, en buena medida, la personalidad elitista del autor de Providence. Su padre murió cuando este era aún muy pequeño y su madre lo sobreprotegió intentando que no se relacionara con gente que ella consideraba de clase inferior. En 1921, cuando el autor contaba con treinta y un años, la muerte de su madre le afectó profundamente. Luego, conoció a la escritora y comerciante Sonia Greene, con quien contrajo nupcias y se mudó a Nueva York, pero fracasó en su matrimonio. Tras sentir una profunda aversión por la vida neoyorquina —donde se acrecentó su racismo— Lovecraft decidió volver a su Providence natal donde vivió con sus tías hasta el fin de sus días. De su estancia en Nueva York, Lovecraft continuó intercambiando correspondencia con autores como Robert E. Howard, Robert Bloch, Clark Ashton Smith o August Derleth, para quienes trabajó como escritor fantasma con algunos de ellos formando lo que se denominó, posteriormente, el Círculo de Lovecraft. Dichos autores colaboraron en buena medida en el desarrollo de su propia literatura y salvaron la obra de Lovecraft del olvido. Daba largos paseos nocturnos y le invadía una profunda sensación de soledad y frustración. Durante esa época desarrolló sus obras más representativas como The Call of Cthulhu —La llamada de Cthulhu— (1926), At the Mountains of Madness —En las montañas de la locura— (1931) o The Case of Charles Dexter Ward —El caso de Charles Dexter Ward— (1941).
Publicó varias de sus obras en vida gracias a la revista estadounidense de género pulp Weird Tales, de las que la primera fue Dagón. Asimismo, Lovecraft cultivó la poesía, el ensayo y la literatura epistolar. Se carteó con sus colegas de profesión durante años y dejó escrita una correspondencia que asciende a cien mil misivas. Mil de estas fueron publicadas en cinco volúmenes por Arkham House, la editorial fundada por dos seguidores de Lovecraft, August Derleth y Donald Wandrei. Su estilo literario es inconfundible y muy personal. Lo caracteriza el exceso de palabras polisílabas y de adjetivos cultos como «atávico», «numinoso», «inmemorial», «arcano». Su tono siempre serio y solemne ha sido copiado en innumerables ocasiones por muchos escritores de terror como, por ejemplo, los autores del Círculo de Lovecraft. Sus creaciones se han vuelto muy populares, como los dioses Cthulhu, Nyarlathotep, Azathoth, el libro ficticio Necronomicón o personajes como Erich Zann o Herbert West, que han aparecido en diversas adaptaciones cinematográficas.
El legado de Lovecraft es muy extenso: abarca literatura, ensayo, historietas, cine, música, juegos de mesa y videojuegos. Algunos de los ejemplos más notables son, en literatura, los relatos de Stephen King basados en la mitología de Lovecraft, como Jerusalem's Lot y Pesadillas y alucinaciones; el ensayo escrito por el propio H. P. Lovecraft, El horror sobrenatural en la literatura —el cual es, además, uno de los mejor considerados sobre el género de terror literario—; algunos cómics guionizados por el escritor Alan Moore, como Providence; grupos de rock and roll y de heavy metal como Metallica o Iron Maiden, que han mencionado el nombre del autor de Providence en algunos de sus álbumes principales; juegos de rol como La llamada de Cthulhu, publicado por la editorial Chaosium, o videojuegos como Alone in the Dark o Prisoner of Ice, que han basado sus temáticas en la mitología de los Mitos de Cthulhu. Asimismo, el séptimo arte ha llevado numerosas veces la obra de Lovecraft a la gran pantalla como, por ejemplo, Re-Animator (1985) de Stuart Gordon, El color del espacio exterior (2019) de Richard Stanley e, incluso, el director Guillermo del Toro lleva queriendo adaptar desde 2006 la novela En las montañas de la locura.
Apenas reconocido en vida, actualmente su obra ha sido traducida a más de veinticinco idiomas y su nombre es uno de los más relevantes en cuanto al horror de ficción se refiere. Murió en 1937, prácticamente en la pobreza, debido a un cáncer intestinal. Más allá de su obra, se le considera un genio de la literatura de terror y uno de los escritores más influyentes del género fantástico del siglo xx.

## Semblanza
El psiquiatra, ensayista y traductor Rafael Llopis, principal divulgador de Lovecraft en España, escribió sobre el autor: «Educado en un santo temor al género humano —exceptuando de este a las “buenas familias” de origen anglosajón—, creía que nadie es capaz de comprender ni de amar a nadie y se sentía un extranjero en su patria. Para él “el pensamiento humano [...] es quizá el espectáculo más divertido y más desalentador del globo terráqueo”».
Enciclopedia Penguin del horror y lo sobrenatural recoge sobre el escritor: «Algunos han criticado sus obras por su estilo ampuloso, repleto de adjetivos, pero la armonía y el equilibrio en sus mejores cuentos justifican plenamente esa práctica como deliberada». Lovecraft inició un nuevo estilo literario reformulando muchos de los clichés del género de terror y dotándoles de un nuevo significado en su particular manera de narrar. Puso gran dedicación en ello y, de sus ideas estéticas sobre los cuentos de terror, nace su ensayo El horror sobrenatural en la literatura (1927, revisado en 1936), el cual es un riguroso y fundamental estudio sobre los principios del relato de temática sobrenatural. En este, el autor de Providence define que en cualquier historia de terror «debe haber presente una cierta atmósfera de mortal terror inesperado a fuerzas exteriores desconocidas», describiendo el desarrollo de la novela gótica a través de las obras de Walpole, Radcliffe, Lewis y Maturin.
En su estudio Danse Macabre —Danza macabra— (1981), el escritor Stephen King afirma que Lovecraft es «el príncipe oscuro y barroco de la historia del horror del siglo xx». Además, por contraposición al mal interno o psicológico, «el concepto de mal externo tiene más alcance, es más impresionante. Lovecraft así lo entendió, y es lo que hace a sus historias de extraordinaria, ciclópea maldad, tan efectivas cuando son buenas. [Sus mejores cuentos] nos hacen sentir el peso del universo suspendido sobre nuestras cabezas, sugieren fuerzas sombrías capaces de destruirnos a todos solo con gruñir en sueños».

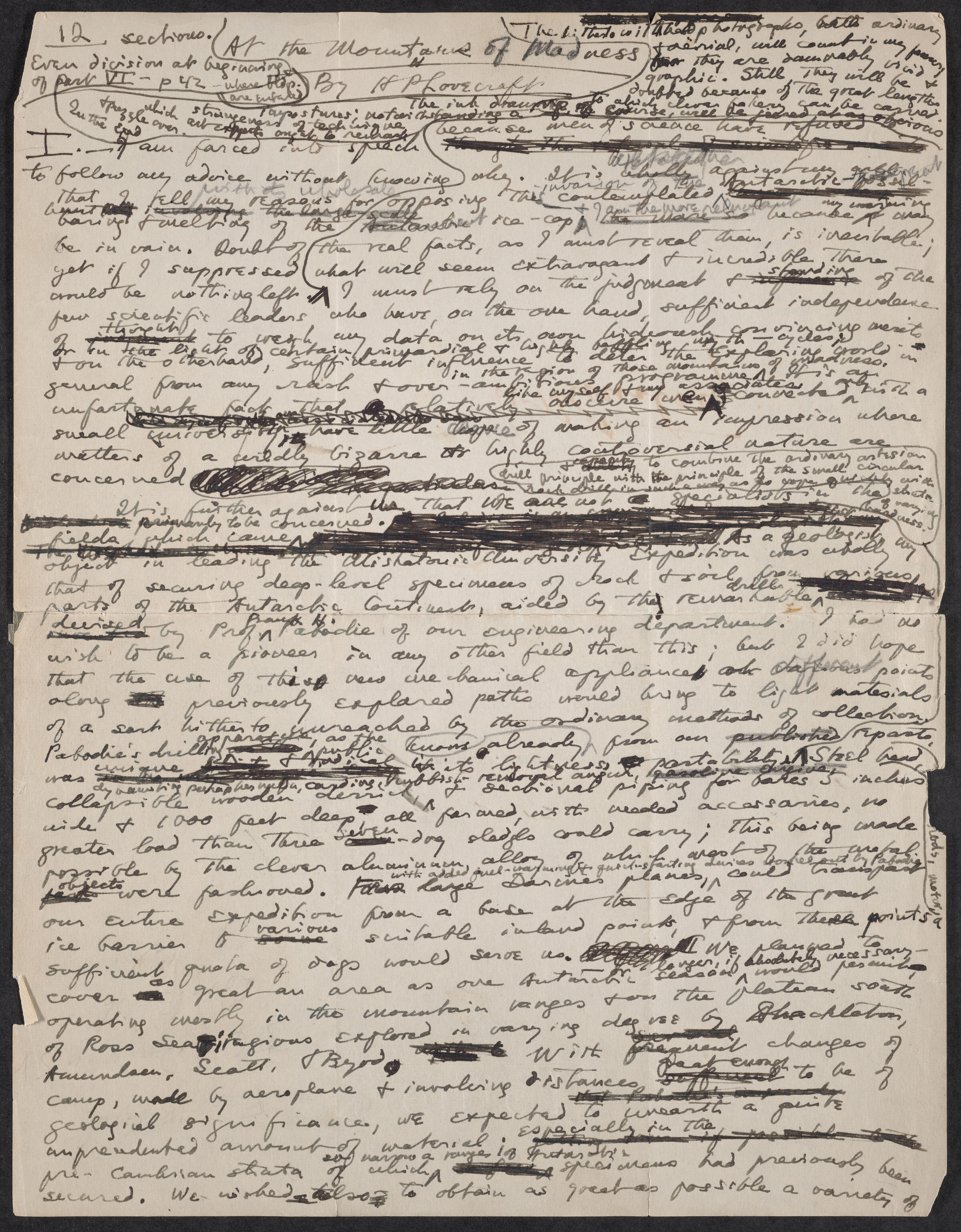
Primera página del manuscrito original de En las montañas de la locura.

Para su biógrafo S. T. Joshi, Lovecraft «no era un “extraño en este siglo”», como afirma de sí mismo el protagonista de su cuento El extraño. Si se estudian detenidamente sus historias se observará en ellas algo más que los sueños escapistas de un anticuario caduco: enseguida encontramos datos como el descubrimiento de Plutón, citado en The Whisperer in Darkness —El que susurra en la oscuridad— (1930), o la entonces todavía controvertida teoría de la deriva continental, en la novela At the Mountains of Madness —En las montañas de la locura— (1931). Y ahondando más, en la ficción más tardía, nos topamos repetida y significativamente con Albert Einstein, Max Planck y Werner Heisenberg. Asimismo, las metáforas sobre el futuro desarrollo estético, político y económico de la humanidad, se transparentan en las civilizaciones alienígenas que aparecen en The Mound —El montículo— (1929-1930; publicado en 1940 como obra de Zealia Bishop), En las montañas de la locura (1931; publicado en 1932) y The Shadow Out of Time —La sombra de otro tiempo— (1935; publicado en 1936).
Según la escritora estadounidense Joyce Carol Oates, «la mística identificación de Lovecraft con sus escenarios del Massachusetts rural y las antiguas colonias de Salem, Marblehead y Providence, sugiere un trascendentalismo paródico en el que el “espíritu” reside en todas partes excepto, posiblemente, en los seres humanos». Lovecraft, en suma, como ocurre con Edgar Allan Poe desde el siglo xix, ha ejercido «una influencia incalculable sobre sucesivas generaciones de escritores de ficción terrorífica».
Por su parte, el novelista francés Michel Houellebecq declaró: «Yo descubrí a H.P.L. a los dieciséis años gracias a un "amigo". Como impacto, fue de los fuertes. No sabía que la literatura podía hacer eso. Y, además, todavía no estoy seguro de que pueda. Hay algo en Lovecraft que no es del todo literario [subrayado del autor]».

## Biografía

### Primeros años

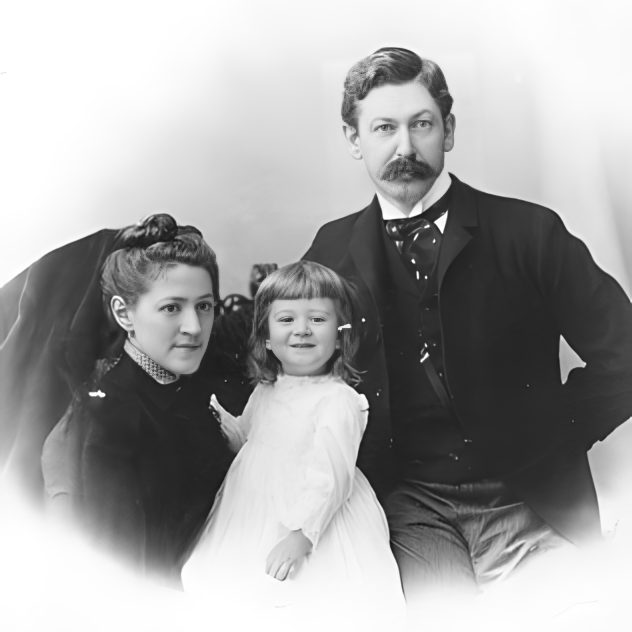
Sarah, Howard y Winfield Lovecraft en 1892. En sus primeras fotografías Lovecraft parece vestido de niña debido a que hasta principios del siglo XX niños y niñas pequeños vestían prácticamente igual, para facilitar ir al baño, dada la dificultad de manejo de botones y cordones de los antiguos pantalones; cuando entre los cuatro y seis años el niño adoptaba los pantalones, daba lugar a una ceremonia conocida en inglés como breeching, en que recibía regalos y paseaba por el vecindario con su nuevo atuendo.

Howard Phillips Lovecraft nació el 20 de agosto de 1890 a las 9 de la mañana en el hogar familiar situado en el n.º 194 —hoy 454— de Angell Street, en Providence, capital del estado de Rhode Island. La casa fue derribada en 1961. H. P. fue el hijo único de Winfield Scott Lovecraft (1853-1898) —representante de ventas de la Gorham Silver Company, dedicada al comercio de la plata, metales preciosos y joyería— y de Sarah Susan Phillips (1857-1921), la segunda de los cuatro hijos de Whipple Van Buren Phillips y Rhoby Alzada Place. Para ambos era su primer matrimonio, aunque los dos habían superado los treinta años cuando firmaron su enlace.
Lovecraft procedía de unos ancestros distinguidos; en cuanto a su línea materna, los Phillips, se podía rastrear su linaje casi hasta el Mayflower, ya que los antepasados maternos se remontaban a la llegada de George Phillips a Massachusetts en 1630. Cuando el autor visitó algunas de las tierras de sus ancestros al este del estado de Rhode Island, el apellido de Phillips era recordado con cariño y respeto. Su línea paterna también era de origen británico y el escritor pudo rastrear su apellido —Lovecraft o Lovecroft— hasta el siglo xv.

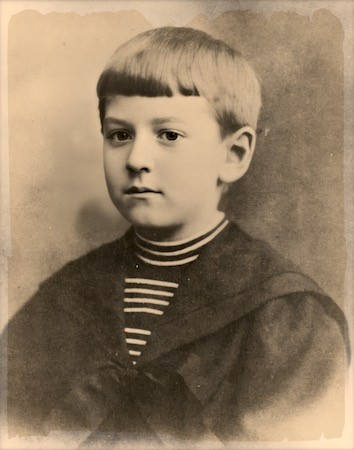
Retrato de Lovecraft, hacia 1900.

Al pequeño y solitario Howard le gustaba frecuentar parajes extraños y apartados para poder dar rienda suelta a su exaltada imaginación. En esos lugares —cuevas, arboledas alejadas, etcétera— recreaba situaciones históricas o se ensimismaba en la observación de pequeños detalles que pasaban inadvertidos al resto de las personas, pero que a él le fascinaban, como detenerse a escuchar a las hadas del bosque o imaginar lo que podría existir en el espacio exterior. Quizás una de las razones por las que le gustaba tanto evadirse era por la estricta atadura a la que lo sometía su madre, diciéndole que él no debía jugar con niños de menor categoría o insistiendo en que era feo y que nunca llegaría a triunfar.
Cuando Lovecraft tenía casi tres años, su padre sufrió una crisis nerviosa en la habitación de un hotel de Chicago, donde se encontraba alojado por motivos de trabajo. Le ingresaron en el Butler Hospital, centro psiquiátrico de Providence, y fue incapacitado legalmente debido a una serie de trastornos de índole neurológico. A partir de ese momento y durante los cinco años siguientes, permaneció ingresado en ese hospital, donde murió el 19 de julio de 1898 con el diagnóstico de paresia general, una fase terminal de la neurosífilis. Aunque algunos biógrafos afirman que al niño Lovecraft le informaron de que su padre estaba paralizado y en estado comatoso durante ese período, todas las evidencias parecen demostrar que no fue así. Con la muerte del progenitor de Lovecraft, la educación del niño recayó sobre su madre, sus dos tías —Lillian Delora Phillips y Annie Emeline Phillips— y, en especial, sobre su abuelo materno, un importante empresario llamado Whipple Van Buren Phillips; todos ellos residían en la casa familiar.
Lovecraft fue un niño prodigio. Recitaba poesía a los dos años, leía a los tres y empezó a escribir a los seis, y a los ocho años de edad ya había leído gran cantidad de libros de la biblioteca particular de su abuelo. Uno de los géneros que más le apasionó en su infancia fue el de las novelas policíacas, y siendo ávido lector de los relatos de Sherlock Holmes fundó junto con sus amigos la «Agencia de detectives de Providence» a la edad de trece años, tomándose la asociación tan en serio que incluso portaban credenciales de identificación, placas policiales, una lupa, un silbato etc. A los quince escribió su primer relato como tal, The Beast in the Cave —La bestia en la cueva—, imitación de los cuentos de terror góticos. A los dieciséis escribió una columna de astronomía para el Providence Tribune.
Debido a la alta alcurnia de su madre, que no quería que el pequeño Howard se mezclara con niños «inferiores» a él, la educación primaria de Lovecraft fue eminentemente autodidacta. Su abuelo materno lo alentaba a la lectura, siendo esta una de sus aficiones favoritas. En la inmensa biblioteca de su abuelo descubrió —con un ejemplar de la Ilíada para niños entre las manos— el paganismo grecolatino y Las mil y una noches, aunque a una edad muy temprana —a los cinco años— se declaró ateo, convicción que mantuvo hasta su muerte. Esto ayudó a que su imaginación se desarrollase rápidamente en comparación con el resto de los chicos de su edad, lo cual le produjo una falta de adaptación con estos. Cuando ellos querían jugar con espadas o a juegos fundamentalmente físicos, él prefería llevar a cabo entretenimientos más pausados e imaginativos, como representaciones históricas.
Su falta de perseverancia y de salud hicieron que Lovecraft no asistiera al colegio hasta los ocho años y tuvo que dejarlo después de un año. Durante su absentismo escolar, seguía leyendo con voracidad. Adquirió conocimientos de química y astronomía, llegando incluso a escribir como aficionado en algunas revistas científicas. Publicó varias revistas de circulación limitada, comenzando en 1899 con La gaceta científica. Cuatro años después, regresó a la escuela pública Hope Street, donde cursó dos años y medio en la educación secundaria, hasta que abandonó definitivamente los estudios.

### Juventud y primeros fracasos

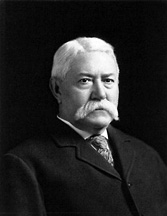
Phillips Whipple, abuelo de Lovecraft.

En 1904 falleció su abuelo materno, Whipple Van Buren Phillips, afectando sobremanera al joven Lovecraft —de catorce años de edad—. La mala gestión de las propiedades y del dinero familiar dejó a la familia en tan malas condiciones económicas que se vieron obligados a mudarse al n.º 598 (hoy un dúplex en 598—600) de Angell Street. Lovecraft quedó tan afectado por la pérdida de su abuelo y la casa que le vio nacer, que consideró el suicidio durante un tiempo. Incluso dejó de asistir a la escuela durante un año. No obstante, en 1906 tuvo su primera aparición en letra impresa, siendo que el Providence Journal publicó una carta suya en la que, como materialista científico, rechazaba abiertamente a la astrología. A esta publicación le siguieron varias otras en diarios semanales de Rhode Island y Providence. Para su regreso a la escuela, estas columnas ya le habían dado cierta fama entre sus compañeros y maestros de escuela. En 1908, antes de su graduación, sufrió un colapso nervioso y no recibió su diploma. S. T. Joshi, biógrafo de Lovecraft, sugiere que este colapso pudo deberse a sus dificultades con las matemáticas, una materia que necesitaba dominar para convertirse en astrónomo profesional. Este fracaso en su educación —Lovecraft quiso estudiar en la Universidad de Brown— fue una fuente de vergüenza y desilusión hasta el final de sus días. Aunque su mentalidad respondía a un racionalismo empirista, al autor de Providence le atraía la literatura imaginativa, seguramente influido por su escepticismo; encerrado en el pesimismo de la soledad y considerando que «el pensamiento humano es el espectáculo más divertido y más desalentador de la Tierra».

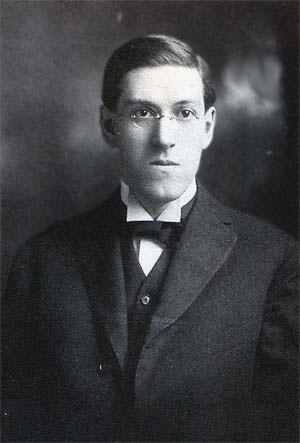
Lovecraft en 1915.

Desde 1908 hasta 1913 trató principalmente la poesía, pero fue entonces cuando Lovecraft descubrió la literatura gótica de Edgar Allan Poe y escribió algunos relatos de ficción fuertemente influido por este autor, en especial, por su cuento The Tell-Tale Heart —El corazón delator—. Vivía como un ermitaño y apenas tenía contacto con el mundo exterior, a excepción de su madre y de sus tías. Esta situación cambió al escribir una carta a la revista Argosy, quejándose sobre lo insípido de las historias de amor de uno de los escritores más populares de la publicación, Fred Jackson. El debate entre los defensores de Jackson y Lovecraft en la columna de opinión llamó la atención de Edward F. Daas, presidente de la United Amateur Press Association (UAPA), que le invitó a unirse a ellos en 1914. La UAPA infundió un nuevo vigor a Lovecraft, sacándole de su voluntaria reclusión e incitándole a contribuir con sus poemas y ensayos. Un tiempo después, fue elegido presidente de la UAPA, e incluso llegó a ser presidente interino de la National Amateur Press Association (NAPA), la rival de la UAPA, desde 1922 a 1923.
Por esos mismos años, editó su propia revista de carácter amateur, The Conservative. En 1917, a petición de algunos amigos, volvió a la ficción con historias mucho más pulidas, como The Tomb —La tumba— (1922) y Dagon —Dagón— (1919). Esta última fue su primer trabajo publicado de forma profesional, apareciendo en Weird Tales en 1923. Sobre esta época, comenzó a formarse poco a poco una enorme red de admiradores y amigos, entre los que se encontraban Robert Bloch, Clark Ashton Smith y Robert E. Howard, este último creador de Conan el Bárbaro. La extensión y frecuencia de sus misivas con esas amistades lo convirtieron en uno de los más prolíficos escritores del género epistolar. Según su biógrafo L. Sprague de Camp, a lo largo de su vida, Lovecraft escribió alrededor de cien mil cartas.

### Lovecraft y su madre
La muerte de su padre tuvo en el niño Lovecraft escasas repercusiones, debido a que prácticamente no pudo conocerlo. No obstante, la de su madre, en 1921, le supuso una fuerte conmoción, ya que ocurrió tras una larga enfermedad. Algunos biógrafos suelen relacionarla con la sífilis de su padre. En cualquier caso, lo cierto es que la causa inmediata fue un postoperatorio deficiente después de una intervención quirúrgica de vesícula biliar. Estuvo ingresada, como su marido antes que ella, en el Butler Hospital. Durante el mismo, escribía frecuentemente cartas a su hijo, con el que permaneció muy unida hasta su fallecimiento, el 21 de mayo de 1921. Lovecraft adoraba a su madre y, cuando esta murió, él contaba con treinta y un años.
Muchos críticos consideran a la madre de Lovecraft la causante de todos los comportamientos peculiares y un tanto extravagantes que el escritor mostró durante su existencia. Parece ser que después del óbito de su esposo Winfield, Sarah, mujer tradicional y puritana, descargó todas las frustraciones de una burguesa venida a menos sobre su único hijo, al que sobreprotegió hasta límites demenciales y trató como si fuera su único bien en la tierra. De esta manera, favoreció el desarrollo de unas determinadas características de personalidad, comunes en estos casos, que condicionaron su patrón de conducta mientras vivió. Entre otros aspectos destacados, prefirió las relaciones humanas con su pequeño entorno que le ofrecía una mayor seguridad, antes de un entorno social más amplio y desconocido que no controlaba, debido a ese déficit en habilidades sociales óptimas por falta de aprendizajes adecuados durante su infancia y adolescencia.

### Boda y Nueva York

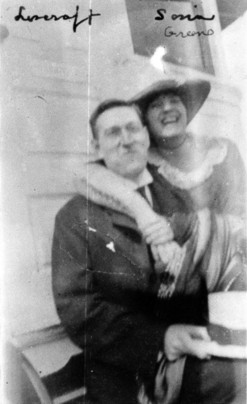
Lovecraft y Sonia Greene el 5 de julio de 1921, la única mujer que se conoce con la que mantuvo una relación amorosa.

La muerte de su madre y el agotamiento de lo poco que quedaba de la riqueza familiar hicieron que abandonara la idea de llevar una vida ociosa, obligándolo a trabajar en pequeños encargos como escritor fantasma y corrector de estilo para escritos de otros autores. Gracias a este tipo de trabajos conoció a muchos de los que después formarían el llamado Círculo de Lovecraft, entre ellos Robert E. Howard, Clark Ashton Smith, Robert Bloch, Frank Belknap Long, August Derleth y otros más. Para estos escritores y «amigos», Lovecraft presentaba una gran diferencia entre su personalidad de solitario introvertido y erudito a través de las cartas y su forma de ser en persona. Lo definían como entusiasta y generoso, creativo, prodigio de inteligencia y con una faceta racista que no abandonó hasta los últimos meses de su vida. 

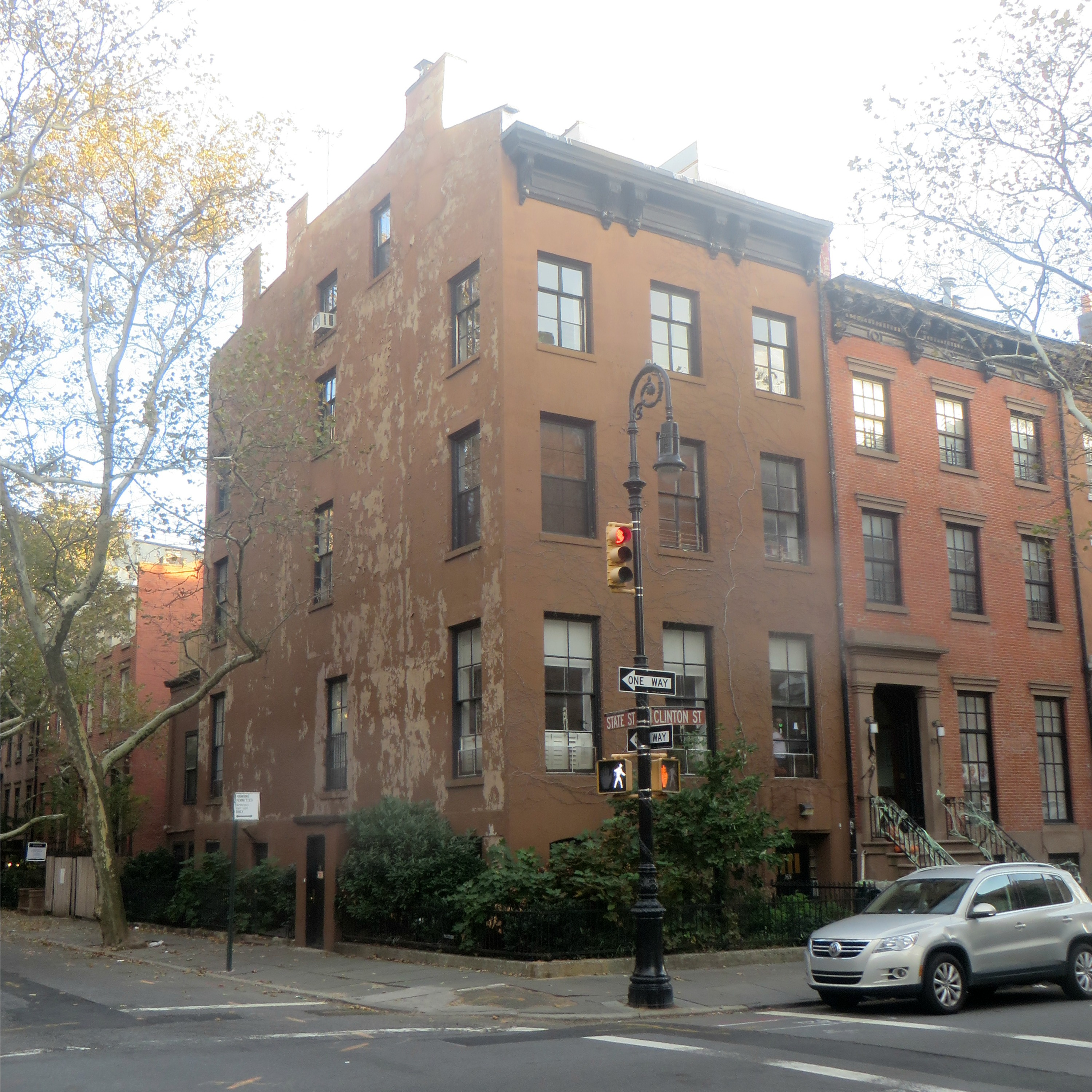
La segunda de las dos residencias de Nueva York en la que vivió Lovecraft, ubicada en 169 Clinton Street, Brooklyn Heights, tras mudarse de 259 Parkside Avenue, en la que vivió con Sonia Greene.

Respecto a las mujeres, Lovecraft no había llevado una vida de muchas relaciones con el sexo opuesto. De hecho, el autor es recordado por su «aparente falta de masculinidad» tal como explica el cineasta Guillermo del Toro en el documental sobre su vida y obra Lovecraft: Fear of the Unknown. El retrato que el citado director de cine hace del autor de Providence es el de un «tipo anglófilo que parecía haber llegado a América en el Mayflower: un tipo raro que no se acostó con muchas mujeres».
Dos meses después de la muerte de su madre, Lovecraft acudió a una convención de escritores aficionados en Boston, donde conoció a Sonia H. Greene. Nacida en 1883, hija de inmigrantes judíos procedentes de Ucrania, era viuda y siete años mayor que él. Se casaron en 1924 y se mudaron al condado de Brooklyn, en la ciudad de Nueva York. Las tías de Lovecraft, muy tradicionales, no vieron con buenos ojos esta boda, ya que su cónyuge era una mujer de carácter fuerte, independiente, propietaria de una tienda de sombreros y escritora aficionada en la United Amateur Press Association. Inicialmente H. P. L. quedó embelesado con Nueva York, pero pronto la pareja se vio inmersa en dificultades económicas. Sonia perdió su tienda y Lovecraft no conseguía encontrar un trabajo. Se sumaron los problemas de salud de su esposa, que tuvo que mudarse a Cleveland debido a un empleo que le surgió, mientras él se quedaba en el barrio Red Hook de Brooklyn, donde comenzó a sentir una profunda aversión por la vida neoyorquina. En efecto, la desalentadora realidad sobre la imposibilidad de hallar un trabajo en un lugar cuya población mayoritaria era inmigrante, entraba en un irreconciliable conflicto con la opinión sobre sí mismo, de ser un privilegiado caballero anglosajón, por lo que su racismo se galvanizó hasta el punto del miedo.
En 1926, todavía viviendo de forma separada, acordaron un divorcio amigable, donde el escritor alegó «las grandes divergencias entre ambos y los problemas económicos», aunque nunca se llevó a cabo. Debido al fracaso de su matrimonio, algunos biógrafos han especulado con la posibilidad de que Lovecraft fuera asexual, aunque Sonia dijo años más tarde sobre él que fue un «adecuado y excelente amante».

### Regreso a Providence

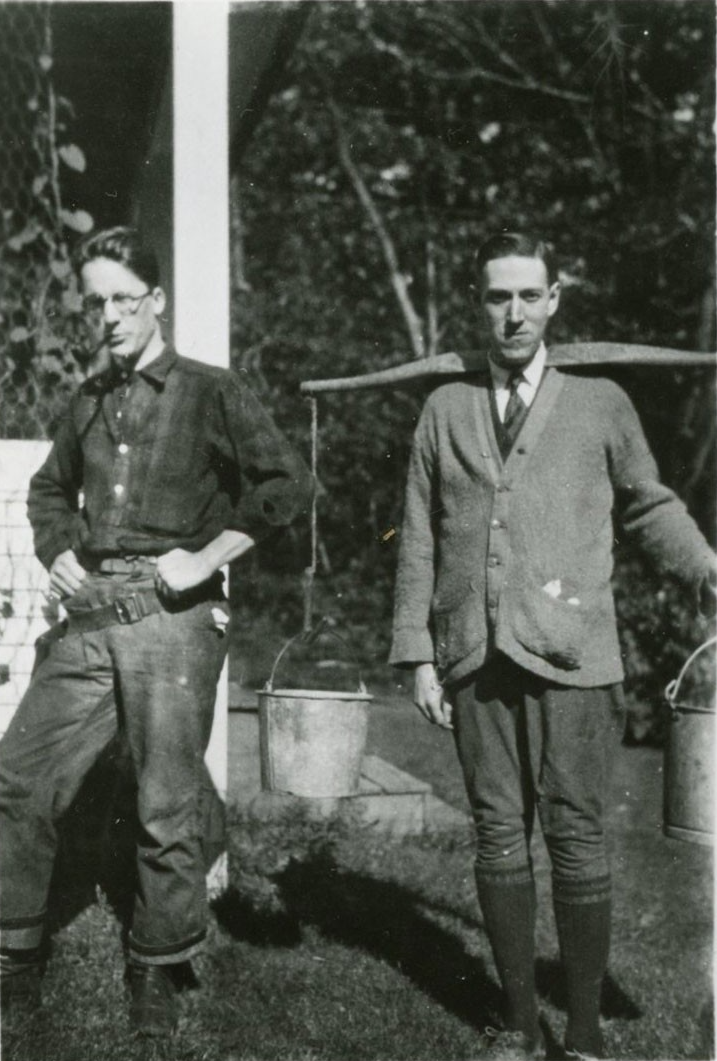
Lovecraft junto al escritor Vrest Orton en septiembre de 1928.

De vuelta a Providence el 17 de abril de 1927, convivió con sus tías durante los años siguientes, en una «espaciosa y marrón casa de madera victoriana» en la calle Barnes n.º 10 —la dirección del Dr. Willett en The Case of Charles Dexter Ward (El caso de Charles Dexter Ward)— hasta 1933. Allí es donde se ve superado por la sensación de fracaso que lo invade, abandonándose a la soledad y la frustración. En esta época disfruta de paseos nocturnos, que repercuten en su hundimiento personal, y crean una esfera invisible de miedos que nunca le permitirán recuperarse, si bien, paralelamente, contribuyen a su máximo esplendor literario. En estos fructíferos años escribió la gran mayoría de sus obras más conocidas, como The Call of Cthulhu —La llamada de Cthulhu— (1926), At the Mountains of Madness —En las montañas de la locura— (1931) o El caso de Charles Dexter Ward —compuesta en 1927, pero que no vio la luz hasta 1941—, publicadas en revistas pulp como Weird Tales y Analog Science Fiction and Fact.
Durante esos años visitó a varios anticuarios residentes en Quebec, Filadelfia y algunos lugares de Nueva Inglaterra, como Vermont y Massachusetts, al tiempo que siguió manteniendo su enorme correspondencia. A sus viejos amigos añadió otros muchos escritores jóvenes, como D. W. Rimmel, R. H. Barlow o Robert Bloch, a los que aconsejaba y supervisaba trabajos. Mostró preocupación con las condiciones políticas y económicas de su país. Durante la Gran Depresión, mostró su apoyo a Roosevelt y se convirtió en un socialista moderado, abandonando su conservadurismo, mientras continuaba estudiando una gran variedad de temas, desde filosofía a literatura o historia de la arquitectura.

### Últimos años

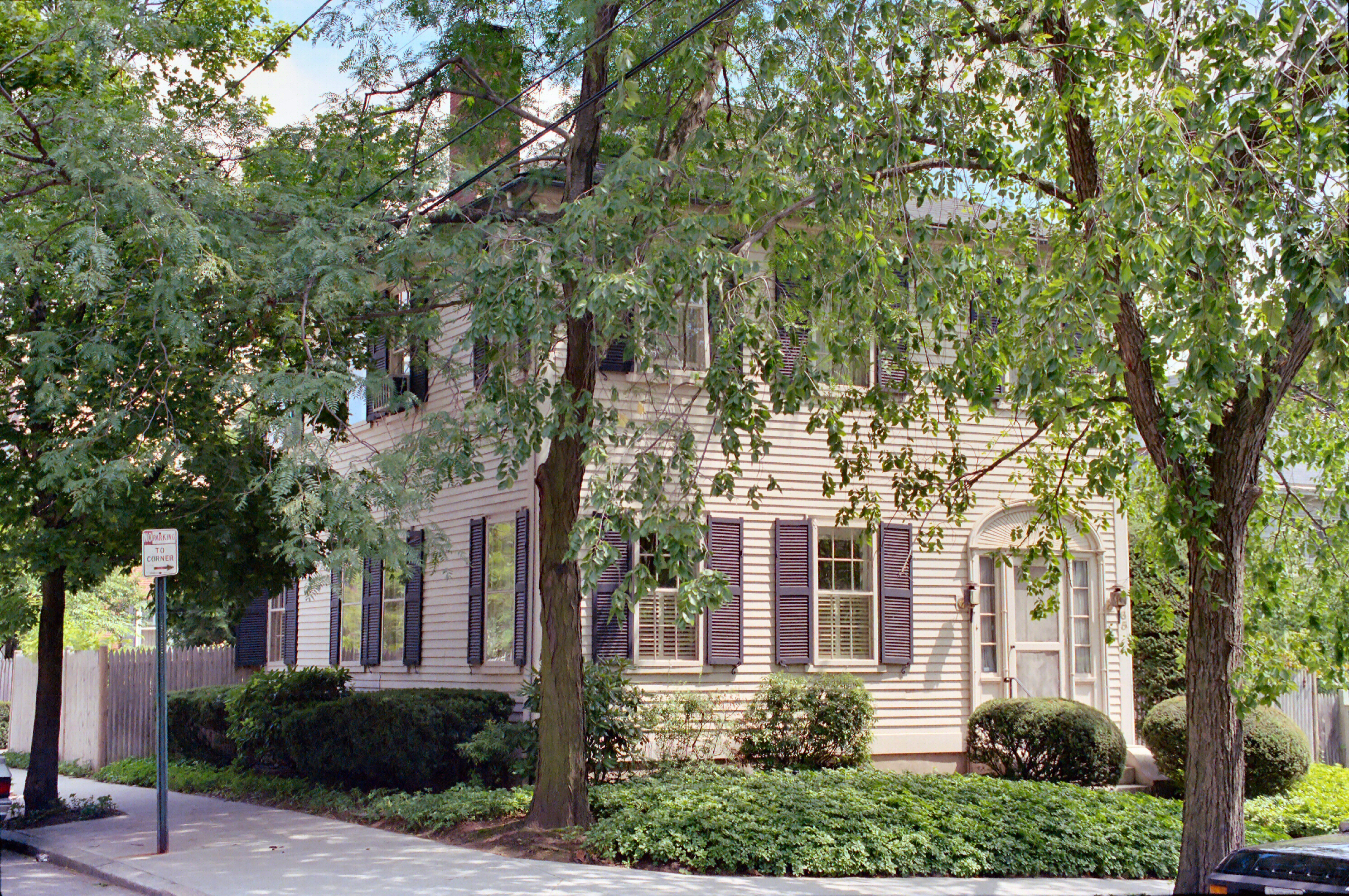
Última residencia de Lovecraft de mayo de 1933 a 10 de marzo de 1937.

Los últimos dos o tres años de su vida fueron muy apurados económicamente. A pesar del duro trabajo y de sus esfuerzos como escritor, la pobreza en la que vivía aumentó. En 1932 su querida tía, la señora Clark, murió y Lovecraft se vio obligado a mudarse en 1933 a una pequeña y exigua habitación de alquiler con su otra tía, la señora Gamwell, situada en la calle College 66, detrás de la biblioteca John Hay —la dirección actual de esta casa es 65 Prospect Street—. Además, su íntimo amigo Robert E. Howard, al que nunca llegó a conocer en persona, se suicidó el 11 de junio de 1936, dejándolo desconcertado y profundamente apenado.
Sus últimas obras fueron incrementándose en longitud y en complejidad, lo que dificultaba la venta pues las revistas pulp rechazaban los textos largos. Debido a ello, Lovecraft se vio en la necesidad de volver a trabajar como escritor fantasma para otros autores como en The Diary of Alonzo Typer —El diario de Alonzo Typer— (1938) de William Lumley, The Mound —El montículo— (1940) de Zealia Bishop y Winged Death —Muerte alada— (1940) de Hazel Heald, así mismo en poesía y otros estilos literarios.
Sobre los problemas económicos que sufrió el escritor a lo largo de toda su vida, el novelista francés Michel Houellebecq escribió:

«En cuanto a sus obras, no le reportaron prácticamente nada. De todos modos, no le parecía conveniente hacer de la literatura una profesión. Según sus propias palabras: "Un caballero no intenta darse a conocer, lo deja para los egoístas arribistas y mezquinos". Claro, quizá sea difícil apreciar la sinceridad de esta declaración; puede parecernos producto de un enorme tejido de inhibiciones, pero al mismo tiempo hay que considerarla como la aplicación estricta de un código de conducta caduco al que Lovecraft se aferraba con todas sus fuerzas. Siempre quiso verse como un gentilhombre de provincias, que cultiva la literatura como una de las bellas artes, para su propio deleite y el de algunos amigos, sin preocuparse por los gustos del gran público, los temas de moda o cualquier otra cosa por el estilo. Un personaje semejante ya no tiene cabida en nuestras sociedades […]. En una época de mercantilismo enloquecido, es reconfortante encontrar a alguien que se niega con tal obstinación a “venderse”».
Michel Houellebecq

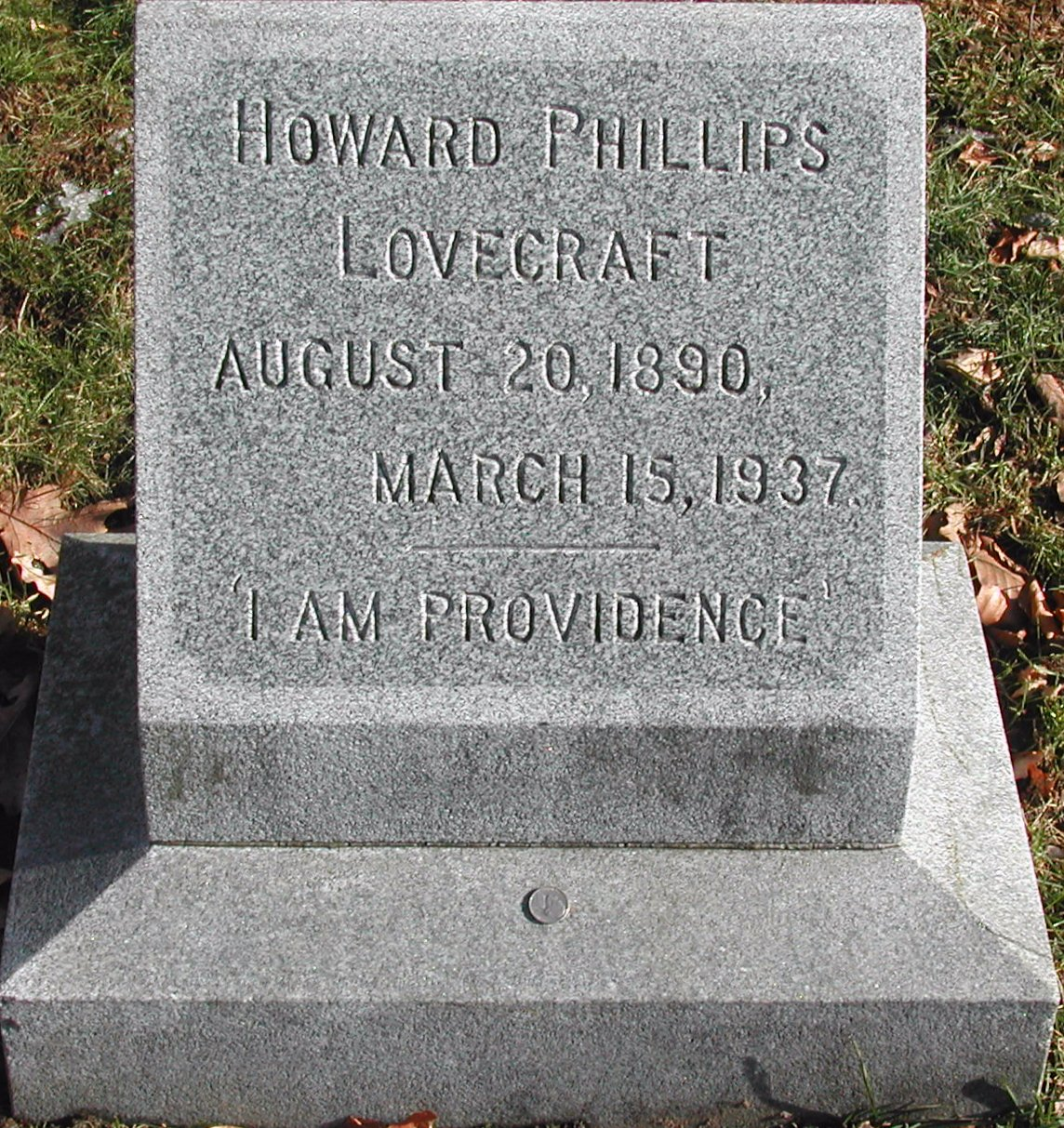
Lápida conmemorativa de H. P. Lovecraft en el cementerio de Swan Point donde puede leerse su célebre frase: «I am Providence» («Yo soy Providence»).

En sus últimos años, su naturaleza enfermiza y la desnutrición fueron minando su salud. Su anormal sensibilidad a cualquier temperatura inferior a los 20 °C se agudizó hasta el punto de que se sentía realmente enfermo a tales temperaturas. Durante el último año de su vida, sus cartas estaban llenas de alusiones a sus malestares y dolencias. A finales de febrero de 1937, cuando contaba con cuarenta y seis años, ingresó en el hospital Jane Brown Memorial, de Providence. Allí murió a primeras horas de la mañana del 15 de marzo de 1937 de cáncer intestinal complicado con la denominada enfermedad de Bright. Aunque actualmente este término no suele utilizarse, se refiere a una serie de enfermedades inflamatorias de los riñones. Es decir, parece ser que Lovecraft tuvo una complicación de su enfermedad tumoral intestinal con una grave insuficiencia renal que provocó su fallecimiento. El diagnóstico de su enfermedad tuvo lugar apenas un mes antes de su muerte.
Fue enterrado tres días después en el panteón de su abuelo Phillips en el cementerio de Swan Point; aunque su nombre está inscrito en la columna central, ninguna losa señala su tumba. Muchos años después de su muerte, en la lápida que le erigió un grupo de aficionados, puede leerse una línea tomada de una de los miles de cartas que escribió a sus corresponsales: «Yo soy Providence».

## Trasfondo creativo

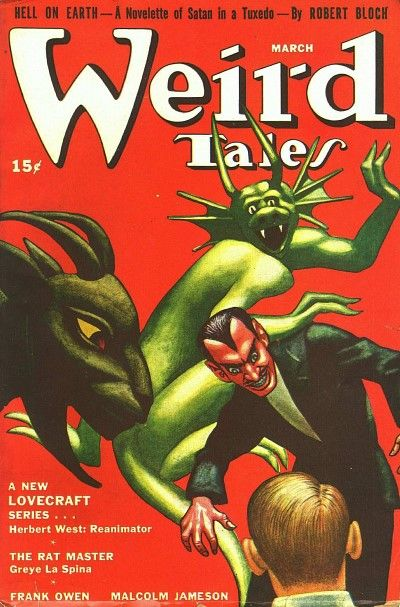
Portada del número de marzo de 1942 de la revista pulp Weird Tales, donde H. P. Lovecraft publicó la mayoría de sus relatos.

### Difusión
Lovecraft fue un escritor casi desconocido en su propia época. Aunque sus historias se habían hecho un lugar en publicaciones de género pulp como Weird Tales, solo los aficionados a este tipo de literatura conocían su nombre. De entre ellos, mantuvo una prolífica correspondencia con otros escritores contemporáneos, como Clark Ashton Smith y August Derleth, con los que forjó una gran amistad, incluso sin haberse conocido nunca en persona. Se estima que durante su vida escribió cien mil cartas, como apunta L. Sprague de Camp. En algunas ocasiones las fechaba doscientos años antes de la fecha en que habían sido escritas, lo que las databa en la época colonial, antes de la guerra de Independencia de los Estados Unidos (una guerra que lo hería por su anglofilia). Explica que, según él, los siglos xviii y xx habían sido los mejores; el primero siendo el siglo de nobleza y de gracia y el segundo de la ciencia, en tanto que el siglo xix, en particular la época victoriana, habría sido un error.

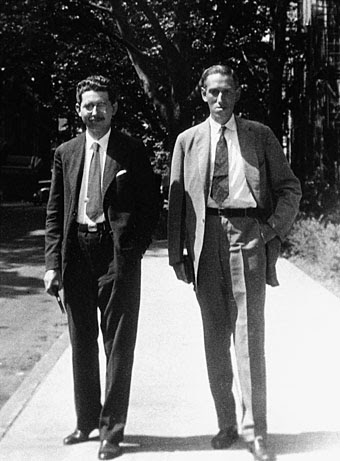
Frank Belknap Long, perteneciente al Círculo de Lovecraft, junto al escritor en Brooklyn en 1931.

Este nutrido grupo de escritores llegó a conocerse como el Círculo de Lovecraft, ya que tomaban prestados elementos de las historias de H. P. L.—libros misteriosos con nombres inquietantes, panteones de dioses extraterrestres, como Cthulhu y Azathoth, y lugares como Miskatonic y Arkham— para usarlos en sus propias historias, con la bendición y ánimo del propio autor; incluso en ocasiones con su ayuda, la cual solía extralimitarse de la función de editor a la de reelaborar los relatos. Fueron los esfuerzos del Círculo —particularmente los de August Derleth y Donald Wandrei— los que evitaron que el nombre y las historias de Lovecraft desaparecieran completamente en la oscuridad tras su muerte. Para ello crearon la editorial Arkham House con la que publicaron la mayor parte de la obra del escritor de Providence. A propósito de Derleth, el estudioso lovecraftiano Rafael Llopis define a este autor como «no [...] solo el sanpablo de la religión cthulhiana, sino también el que vende reliquias de los aledaños del gran santuario oficial».
Después de su fallecimiento, el Círculo de Lovecraft siguió contribuyendo a su leyenda. August Derleth fue, probablemente, el más prolífico de todos ellos, ya que amplió y extendió la visión del escritor. Las contribuciones de Derleth han sido objeto de mucha controversia, ya que mientras Lovecraft nunca consideró a su panteón de dioses extraterrestres más que como parte de la trama argumental, Derleth creó una cosmología completa con una guerra entre Los Antiguos o Dioses arquetípicos —como Hypnos o Ulthar—, y los Dioses Primigenios —como Cthulhu, Dagón o Nyarlathotep—. Además, asoció los Dioses Primigenios a los cuatro elementos.
Algunos seguidores de Lovecraft no han visto con buenos ojos dichas modificaciones, puesto que parecen contradecir la visión del autor de un universo desordenado y sin plan, donde los seres menos malevolentes simplemente no se interesaban en la humanidad. Muchos aficionados se preguntan si el propio H. P. L. habría aprobado las extensiones de Derleth. Se especula que era muy comprensivo sobre esta clase de adiciones y modificaciones, por lo que probablemente hubiera dado el visto bueno a Derleth, pero no lo hubiera adoptado para sus propias historias. Si había un Círculo de Lovecraft, entonces la versión de Derleth sería un añadido interesante, pero no formaría parte del mismo.

### Clasificación de su obra
El trabajo de Lovecraft ha sido agrupado en tres categorías por algunos críticos. Mientras que Lovecraft prefirió no referirse a estas categorías él mismo, sí escribió en alguna ocasión: «Existen mis obras poeanas y mis obras dunsanianas [pero] ¿dónde están mis obras lovecraftianas?».
- Historias macabras[61] (c. 1905-1920)

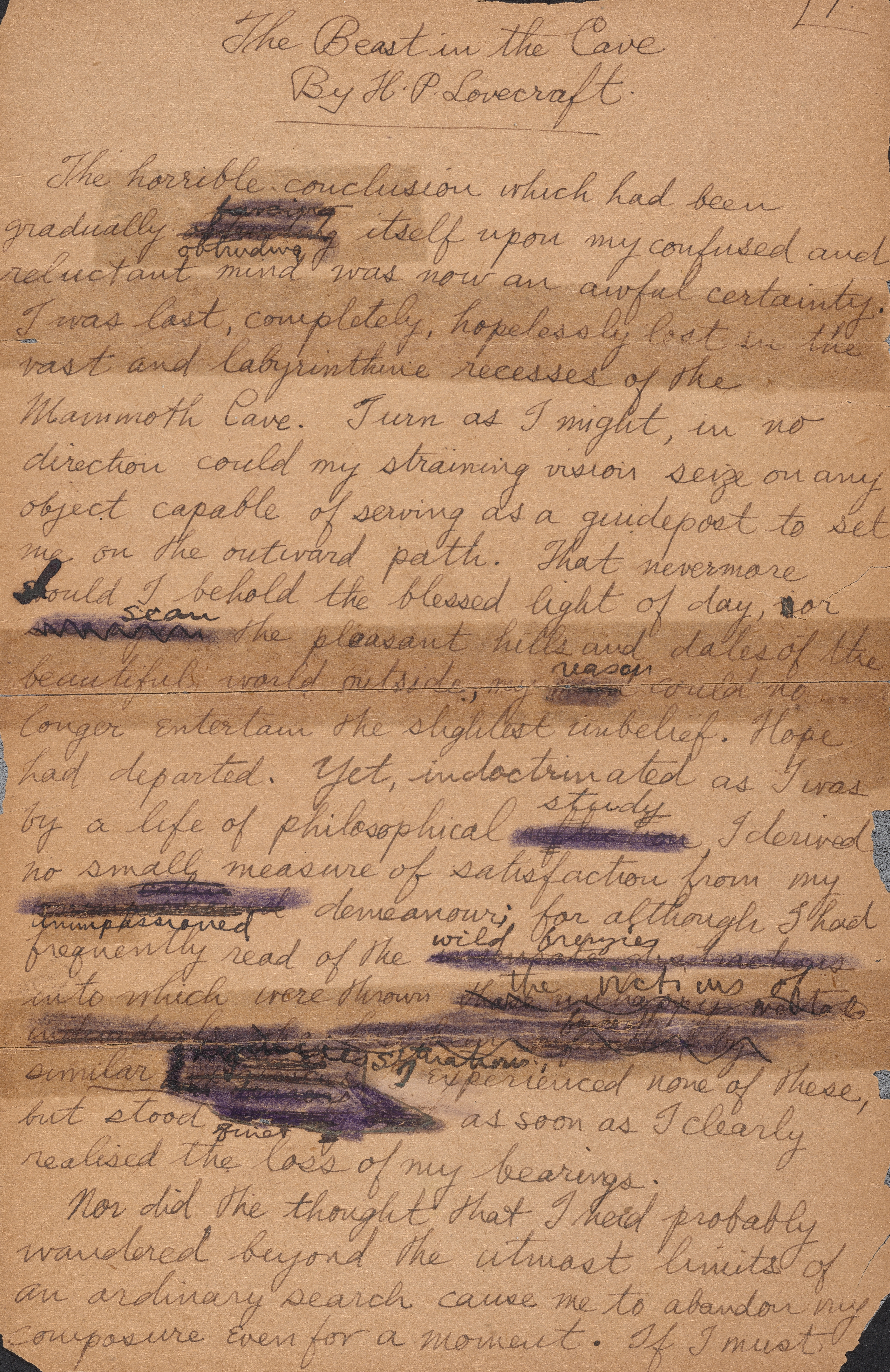
Manuscrito original de La bestia en la cueva perteneciente a sus obras de historias macabras.

- Historias del Ciclo onírico[62] (c. 1920-1927)
- Los Mitos de Cthulhu / Lovecraft[63] (c. 1925-1935)

Algunos críticos no ven la diferencia entre el Ciclo onírico y los Mitos de Cthulhu, a menudo señalando la recurrencia del Necronomicón y los subsiguientes dioses. Una explicación frecuentemente argüida es el que el Ciclo onírico pertenece más a un género de fantasía en tanto que los Mitos de Cthulhu se corresponden a la ciencia ficción.

### Influencias
Las pesadillas que sufría Lovecraft le sirvieron de inspiración directa para su trabajo, y quizás una visión directa de su inconsciente y su simbolismo explica su continuo revuelo y popularidad. Todos estos intereses le llevaron a apreciar de manera especial el trabajo de Edgar Allan Poe, quien influyó fuertemente en sus primeras historias, de atmósfera macabra y miedos ocultos  que acechan en la oscuridad. El descubrimiento de Lovecraft de las historias de Edward Plunkett, Lord Dunsany, llevó su literatura a un nuevo nivel, resultando en una serie de fantasías que tomaban lugar en la tierra de los sueños. Fue probablemente la influencia de los cuentos de Arthur Machen, sobre la supervivencia del antiguo mal y de sus creencias místicas en misterios ocultos que yacían detrás de la realidad, la que ayudó finalmente a inspirar a Lovecraft a encontrarse a sí mismo a partir de 1923.
Otra inspiración provino de una fuente insospechada: los avances científicos en áreas como la biología, la astronomía, la geología y la física, que reducían al ser humano a algo insignificante, impotente y condenado en un universo mecánico y materialista, un pequeñísimo punto en la vastedad infinita del cosmos. Estas ideas contribuyeron de forma decisiva a un movimiento llamado cosmicismo y proporcionaron a Lovecraft razones de peso para su ateísmo.
Sobre este asunto, Rafael Llopis, probablemente el mejor conocedor de la figura y la obra de Lovecraft en el contexto de la lengua española, afirma en el prólogo a la antología fundamental Los mitos de Cthulhu:

«El elemento fundamental de los Mitos, su materia prima —tanto desde el punto de vista genérico como estructural— es la angustia cósmica del ateo Lovecraft y su expresión simbólica onírica. Es evidente —dice George W. Wetzel— que «detrás de la formación de los Mitos de Cthulhu había una profunda motivación psicológica. (...) Al descubrir que la religión era un absurdo, quedó en él un vacío que intentó llenar con un mundo místico imaginario». Este ansia religiosa frustrada, determinada por las circunstancias de su vida real, [...] actúa como proyecto totalizador en torno al cual se van a ir estructurando elementos diversos y hasta contradictorios para dar origen a los Mitos».

Llopis hace notar más adelante cómo recuerda el misticismo siniestro de los mitos lovecraftianos, el «estilo bíblico, los nombres sonoros y exóticos, el irrealismo onírico, el fondo numinoso de religión arcaica» que impregna relatos poeanos como Silence, A Sonnet —«Silencio, un soneto»— o Shadow, A Parable —«Sombra, una parábola»—, o también A Dreamer's Tales —Cuentos de un soñador—, debidos a otro precursor de Lovecraft, Lord Dunsany.
Sobre este asunto, Llopis —también psiquiatra— afirma en su Historia natural de los cuentos de miedo (2013): «Así, pues, la obra de Lovecraft contiene el germen de una religión primitiva, bárbara y cruel, llena de horror primordial. Y ese horror deriva también del juego dialéctico entre la fascinación que en él ejercía el caos de la subconsciencia prehumana y su propio terror racionalista a la regresión de la mente, a la pérdida del control consciente de sus pensamientos y actos. Para su mente rígida y estrictamente lógica, el caos representaba un peligro mortal, pero a la vez era liberación de un superyó tiránico y entrega a un mundo íntimo y ancestral que le atraía como un abismo prohibido. Otra contradicción importante, íntimamente vinculada a la anterior, es la que surge en Lovecraft entre su amor y su horror al pasado».

### Origen de los Mitos de Cthulhu
Los Mitos de Cthulhu integran un panteón de deidades alienígenas extradimensionales y horrores que se alimentan de la humanidad y que tienen trazos de antiguos mitos y leyendas. El término «Mito de Cthulhu» fue acogido por el autor August Derleth después de la muerte de Lovecraft, mientras que el autor de Providence se refería a su mitología artificial como «Yog-Sothothería».
Sus historias crearon uno de los elementos de mayor influencia en el género del horror: el Necronomicón, el escrito secreto del árabe Abdul Alhazred. El impacto y la fortaleza del concepto del mito ha llevado a algunos a concluir que Lovecraft basó su trabajo en mitos preexistentes y en creencias ocultistas. Ediciones apócrifas del Necronomicón también han sido publicadas a través de los años.
Su prosa es anticuada, y frecuentemente usaba vocabulario arcaico u ortografía en desuso, así como adjetivos de uso poco habitual como «gibosa», «ciclópeo» o «atávico», con frecuentes intentos de transcribir dialectos, que han sido calificados de imprecisos. Su trabajo, al ser Lovecraft un anglófilo, está plasmado en un inglés británico utilizando comúnmente escritura anacrónica. La adjetivación desplegada en el horror cósmico plantea la relación del ser humano con un universo dominado por entidades desmesuradas.
Estos recursos retóricos son utilizados para convencer al lector de la existencia de lo imposible y de lo insignificante que es el ser humano en el cosmos. Al terminar de leer los relatos del ciclo «el lector recononoce una amenaza para él mismo aunque la historia no este dirigida específicamente a él». En una carta de Lovecraft a Farnsworth Wright el autor define el horror cósmico de la siguiente manera:

Ahora bien, todos mis cuentos se basan en la premisa fundamental de que las leyes, intereses y emociones no tienen validez o significado en el vasto cosmos. Para mí no hay nada más que puerilidad en un cuento en el que la forma humana -y las pasiones humanas locales y las condiciones y normas- se representan como nativas de otros mundos u otros universos. Para lograr la esencia de la exterioridad real, ya sea de tiempo o espacio o dimensión, hay que olvidar que cosas como la vida orgánica, el bien y el mal, el amor y el odio, y todos esos atributos locales de una raza insignificante y temporal llamada humanidad, tengan existencia alguna. Sólo las escenas y los personajes humanos deben tener cualidades humanas. Estos deben tratarse con un realismo implacable (no con un romanticismo de pacotilla), pero cuando cruzamos la línea hacia lo desconocido, sin límites y espantoso -el Afuera embrujado por las sombras- debemos recordar que debemos dejar nuestra humanidad y terrenalidad en el umbral.

## Etapas
Se suelen señalar en la evolución literaria de Lovecraft diversas etapas marcadas por el influjo de sus autores favoritos en esas épocas. Cada fase tuvo su periodo de apogeo, mas no es posible precisar una fecha exacta de inicio y término dado que se superponen.
- Etapa gótica (1905-1920),[75] en la que impera el magisterio de Edgar Allan Poe. Compone cuentos con los elementos clásicos del horror: grandes y antiguos castillos, páramos lejanos y desolados, la noche como liberadora del mal. Destacan The Beast in the Cave —La bestia en la cueva— (1905) o The Outsider —El extraño— (1921).

- Etapa onírica (1920-1927),[75] profundamente influida por Lord Dunsany. Sus historias se desarrollan ahora en las fantásticas Tierras del sueño, describiendo con detalle los paisajes de ensueño visitados.[76] Siguiendo al Lord, tanto Lovecraft como su amigo y corresponsal Clark Ashton Smith (1893-1961) crearon relatos ambientados en mundos antiguos y mágicos, cercanos a la cultura y las leyendas mediterráneas, frente a la que reinventaba las mitologías y cuentos nórdicos, cuyo máximo representante sería J. R. R. Tolkien (1892-1973): The Cats of Ulthar —Los gatos de Ulthar— (1920), The Silver Key —La llave de plata— (1926) o, su cumbre, The Dream-Quest of Unknown Kadath —La búsqueda en sueños de la ignota Kadath— (1926-1927; publicada en 1943).

- Mitos de Cthulhu (1927-1937),[75] en que se percibe la impronta de Arthur Machen. En los relatos de este periodo desarrolla los mitos de su imaginación en torno a los dioses primordiales y describe infinidad de criaturas que acechan a la Tierra. Destacan The Call of Cthulhu —La llamada de Cthulhu— (1926), The Dunwich's Horror —El horror de Dunwich— (1928) y The Shadow over Innsmouth —La sombra sobre Innsmouth— (1931), entre otros.

Por el contrario, otros autores distinguen ciclos o proyectos narrativos más específicos agrupados por temáticas en lugar de reunirlos cronológicamente, como es el caso anterior. Los diferentes ciclos temáticos son:
- Ciclo onírico,[73] relatos basados en la Tierra del sueño como, por ejemplo, The White Ship —La nave blanca—.
- Ciclo de Nueva Inglaterra,[73] en donde encontramos historias como The Colour Out of Space —El color del espacio exterior—.
- Ciclo de las civilizaciones perdidas,[73] como, por ejemplo, The Nameless City —La ciudad sin nombre—.
- Ciclo de Randolph Carter,[73] personaje recurrente en algunas obras del autor como en The Statement of Randolph Carter —El testimonio de Randolph Carter—.
- Ciclo de los Mitos de Cthulhu,[73] relatos en los que figuran una amplia cosmogonía de dioses y primigenios creados por Lovecraft así como por su cohorte de seguidores, como Robert Bloch, en narraciones como, por ejemplo, Dagon —Dagón—.

## Temas
En la literatura de Lovecraft —cuentos, novelas y novelettes— normalmente se repiten varios temas que son característicos en su obra. Por ejemplo, el conocimiento prohibido, la influencia de razas extraterrestres, la culpa atávica, la imposibilidad de escapar del destino fatal, el racismo, una cierta aversión hacia las mujeres —aunque no debe confundirse con sentimientos misóginos— y los riesgos cada vez mayores de la ciencia; dichas temáticas pasan a analizarse con más detalle a continuación:

### Conocimiento prohibido
«No hay en el mundo fortuna mayor, creo, que la incapacidad de la mente humana para relacionar entre sí todo lo que hay en ella. Vivimos en una isla de plácida ignorancia, rodeados por los negros mares de lo infinito, y no es nuestro destino emprender largos viajes. Las ciencias, que siguen sus caminos propios, no han causado mucho daño hasta ahora; pero algún día la unión de esos disociados conocimientos nos abrirá a la realidad, y a la endeble posición que en ella ocupamos, perspectivas tan terribles que enloqueceremos ante la revelación, o huiremos de esa funesta luz, refugiándonos en la seguridad y la paz de una nueva edad de las tinieblas».
H. P. Lovecraft, La llamada de Cthulhu (1928)

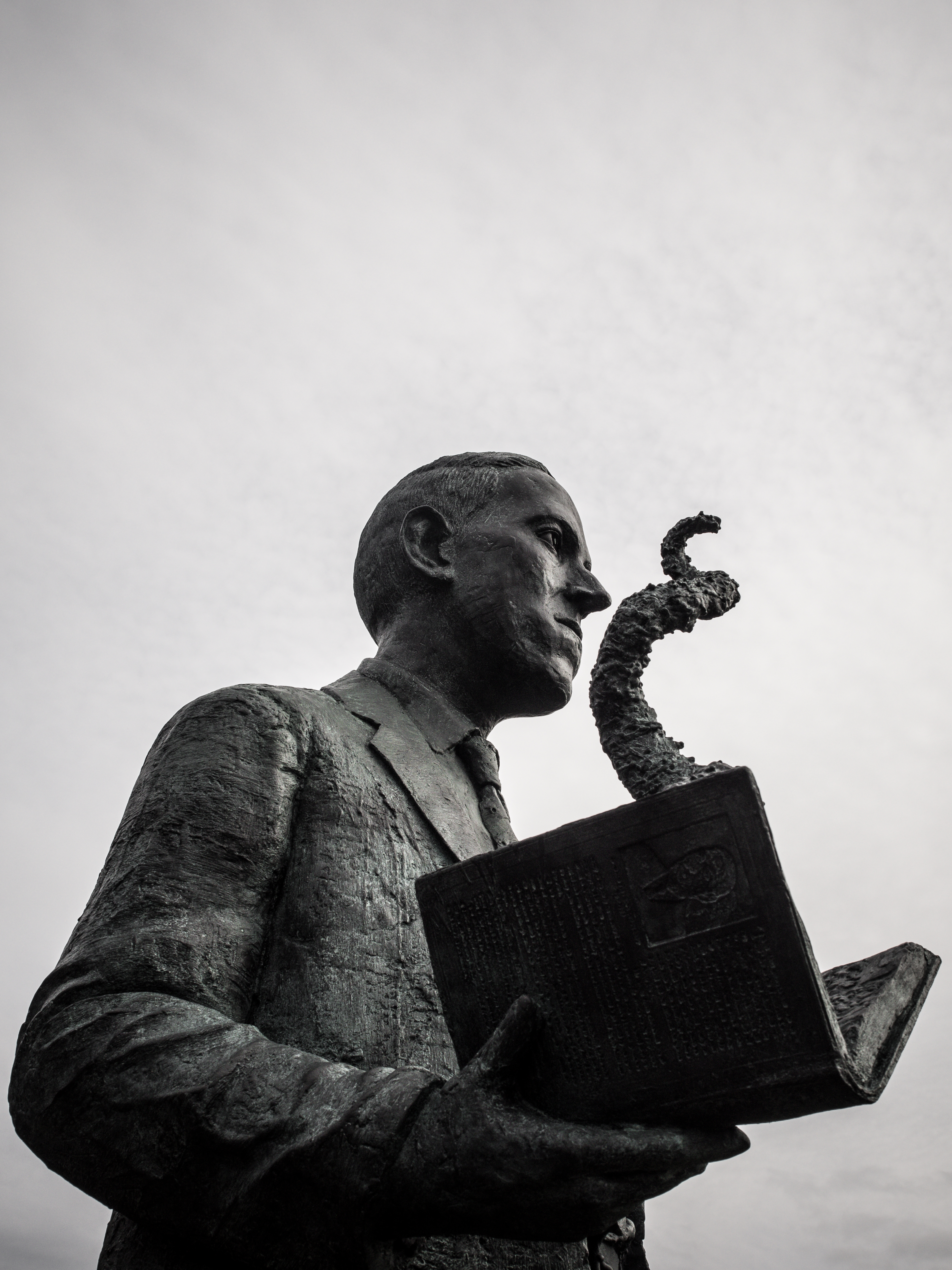
Estatua de H.P. Lovecraft en Providence, Rhode Island, esculpida por el artista Gage Prentiss.

Los protagonistas de las historias de Lovecraft siempre son conducidos a la «unión de esos disociados conocimientos», y también así comienzan muchas de sus historias. Cuando tal cosa ocurre, la mente del protagonista o investigador, por lo general, queda destruida por la abismal enormidad de lo descubierto, al ser incapaz de asimilar semejante conocimiento. Aquellos que se cruzan con manifestaciones «vivas» de lo incomprensible, se vuelven locos. Aquellos personajes que intentan hacer uso de este conocimiento están, invariablemente, condenados. Algunas veces su trabajo atrae la atención de seres malévolos; ocasionalmente, son aniquilados por monstruos de su propia creación.

### Influencias extraterrenas en la humanidad
Los seres de los Mitos de Lovecraft a menudo se sirven de humanos. Cthulhu, por ejemplo, es venerado bajo distintos nombres por diferentes cultos alrededor del mundo, como los inuit de Groenlandia y los practicantes del vudú de Luisiana. Los adoradores son utilizados por Lovecraft debido a motivos narrativos como ayuda en el hilo conductor de la historia. A veces intervienen de forma directa en la acción.
La mayoría de los seres de los Mitos son extremadamente poderosos para ser derrotados por humanos, y su conocimiento directo significa, normalmente, que la víctima se vuelva loca. Cuando se llega a un acuerdo con ellos, Lovecraft necesita una forma de proveer una estructura dramática para construir el hilo tensor sin llevar la historia a un final prematuro. Los adoradores le ofrecen la forma de revelar información sobre sus «dioses» en pequeñas dosis, y haciendo posible para los protagonistas ganar batallas temporales. Lovecraft, como sus contemporáneos, imaginó «salvajes» más próximos al conocimiento sobrenatural, desconocido para el hombre civilizado.
En esa misma línea, para el autor, los dioses que plasma en sus obras son más antiguos que la propia humanidad e, incluso, que la propia Tierra y observan al ser humano con indiferencia y, en la mayor parte de ocasiones, con crueldad.

### Culpa atávica
Otro tema recurrente en las historias de Lovecraft es la idea de que los descendientes en una línea de sangre nunca pueden escapar de los crímenes cometidos por sus antepasados, si estos han sido lo suficientemente atroces. Los descendientes pueden estar alejados en tiempo y en espacio —y, además, en culpabilidad— del acto en sí mismo, pero la sangre se lo revelará.
Relatos que muestran este tema son The Rats in the Walls —Las ratas de las paredes— (1924), The Lurking Fear —El miedo que acecha— (1923), Facts Concerning the Late Arthur Jermyn and His Family —Hechos tocantes al difunto Arthur Jermyn y su familia— (1921), The Alchemist —El alquimista— (1916), The Shadow over Innsmouth —La sombra sobre Innsmouth (1936)— y The Case of Charles Dexter Ward —El caso de Charles Dexter Ward— (1927, publicada 1941). Ejemplos de crímenes que Lovecraft considera lo suficientemente atroces para que tengan esta clase de consecuencias son muestras del canibalismo que hay en The Picture in the House —La lámina de la casa— (1921) y en Las ratas de las paredes.

### Imposibilidad de escapar del destino

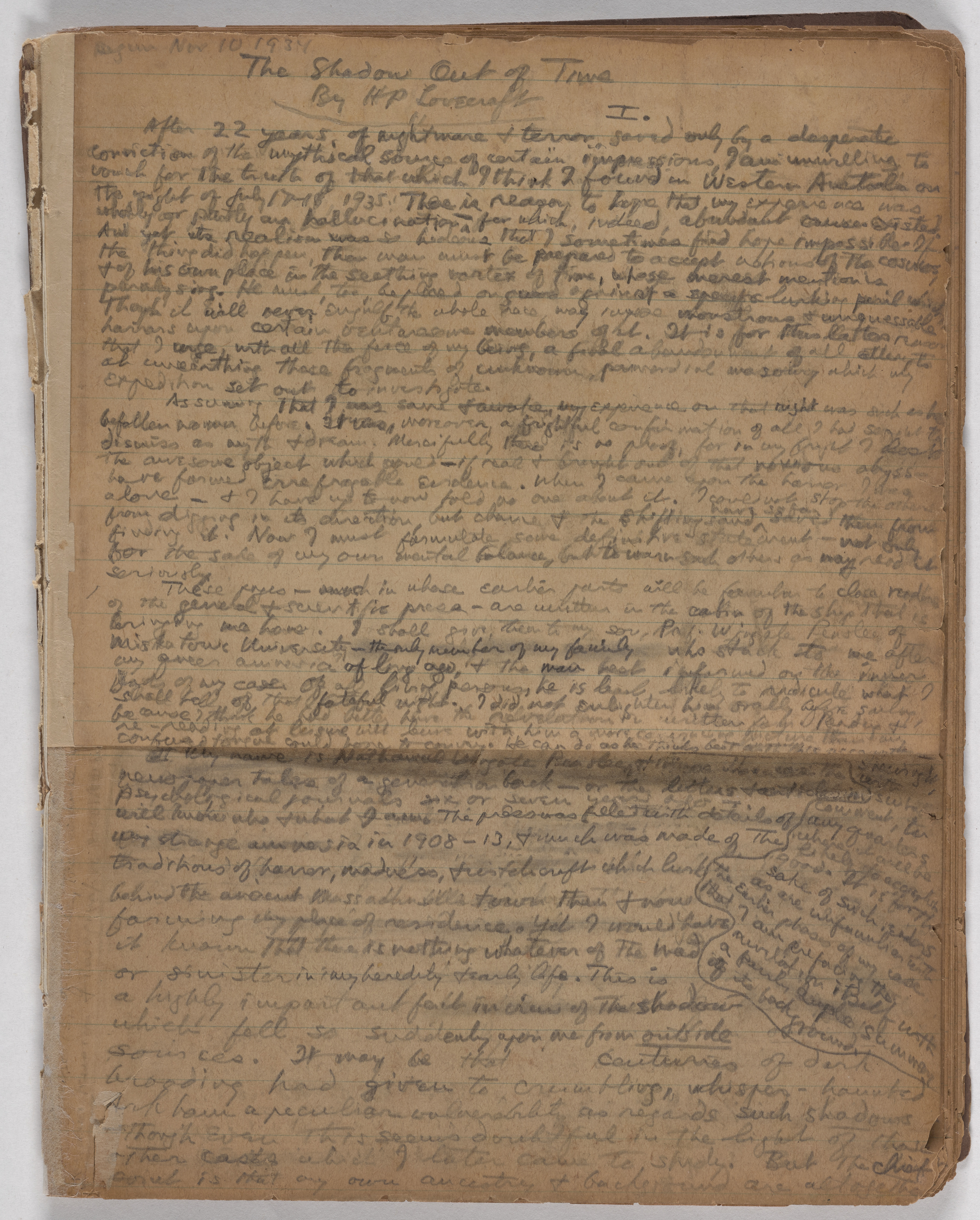
Manuscrito original de La sombra de otro tiempo.

A menudo, en las historias de Lovecraft, el protagonista es incapaz de controlar sus propias acciones, o encuentra imposible cambiar el curso de los acontecimientos. Muchos de estos personajes escaparían del peligro si simplemente corrieran en dirección opuesta, aunque esta posibilidad nunca surge o es de alguna forma sometida por una entidad externa, como en The Colour Out of Space —El color del espacio exterior— (1927). Con frecuencia estos sujetos se encuentran bajo la influencia de algún ser malévolo u otros seres.
Con la misma inevitabilidad que el destino del ancestro, huir o suicidarse no proporciona la completa seguridad de escapar como en The Thing on the Doorstep —El ser del umbral— (1937), The Outsider —El extraño— (1926), El caso de Charles Dexter Ward, etcétera.
En algunos casos, este destino se manifiesta para toda la humanidad, y no existe escape posible como en The Shadow Out of Time —La sombra de otro tiempo— (1936) y en La sombra sobre Innsmouth. En relatos como The Dreams in the Witch House —Los sueños en la casa de la bruja— (1933), la poética de Lovecraft apunta a la imposibilidad de triunfo de los saberes populares y científicos —las leyendas y la ciencia— frente al horror de lo desconocido.

### La civilización amenazada
Lovecraft juega a menudo con la idea de la civilización que lucha penosamente contra elementos bárbaros y primitivos. En algunas historias esta lucha es a nivel individual; la mayoría de sus protagonistas poseen una cultura y unos estudios elevados, pero se ven gradualmente corrompidos por una influencia maligna.
En estas historias, la «maldición» es normalmente hereditaria, o por cruzarse con seres no humanos como en Hechos tocantes al difunto Arthur Jermyn y su familia y La sombra sobre Innsmouth o bien a través de cierta influencia mágica como en El caso de Charles Dexter Ward. La degradación física y mental aparecen de forma conjunta. El tema de la «sangre corrompida» podría representar la preocupación de Lovecraft respecto la historia de su familia, particularmente la muerte de su padre debido a que Lovecraft sospechaba que fue a causa de un desorden sifilítico.
En otras historias, una sociedad al completo es amenazada por la barbarie. A veces, dicho barbarismo es representado por una amenaza externa, con una civilización destruida por la guerra como en Polaris (1920). De vez en cuando, un pequeño grupo de gente cae en decadencia y surge espontáneamente un atavismo como en El miedo que acecha. Mucho más frecuentemente, tales historias involucran a una cultura civilizada que es gradualmente socavada por una clase baja marginal, sin educación ni derechos, que se halla influida por fuerzas inhumanas.

### Las mujeres

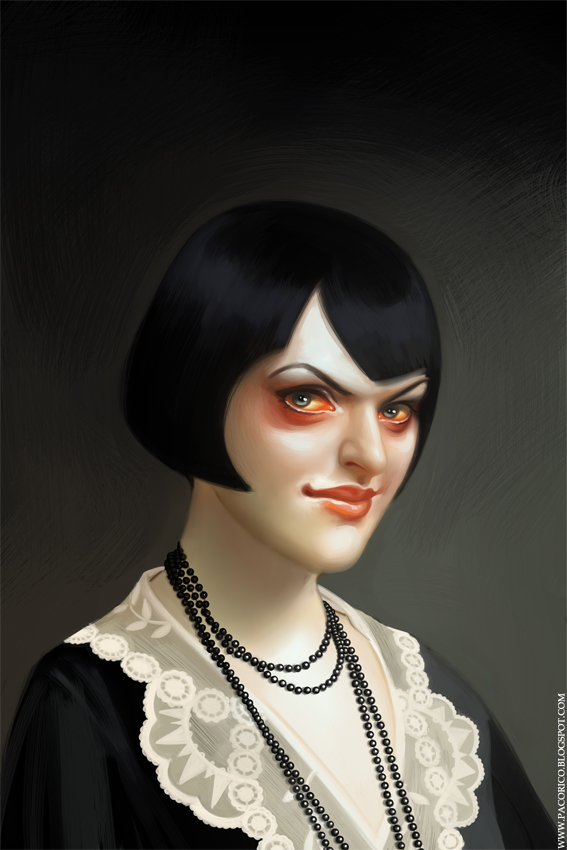
Asenath Waite, uno de los escasos personajes femeninos retratado por Lovecraft en El ser del umbral, ilustrado por Paco Rico Torres.

Las mujeres en la obra de Lovecraft escasean y no suelen ser ni compasivas, ni comprensivas ni amables. Los pocos personajes femeninos en sus historias, como Asenath Waite —si bien de hecho era un perverso hechicero que se había apoderado del cuerpo de una inocente chica— en El ser del umbral y Lavinia Whateley en The Dunwich's Horror (El horror de Dunwich, 1929) son, de forma invariable, sirvientas de las fuerzas del mal.
El romance se encuentra casi ausente de sus historias; cuando aparece el amor, es normalmente de forma platónica —The Tree (El árbol), Ashes (Cenizas)—. Sus personajes viven en un mundo donde la sexualidad tiene connotaciones negativas; si es reproductiva, suele dar nacimientos de seres subhumanos, como en El horror de Dunwich. En este contexto, puede ser de ayuda prestar atención a la escala del horror de Lovecraft, que es frecuentemente descrito como «horror cósmico». Operando a escalas cósmicas, tal y como operan estas historias, asignan a la humanidad un rol insignificante, por lo que no es a la sexualidad femenina a lo que estos relatos niegan su rol positivo y vital, es a la sexualidad humana en general.
Además, Lovecraft sostiene en una carta privada, enviada a una de sus amigas escritoras y poetisas, que la discriminación en contra de la mujer es una superstición oriental, de la cual los arios deberían liberarse. Dejando el racismo aparte, la carta parece excluir una misoginia consciente, como de hecho parece estar descartada de su vida privada.

### La ciencia y sus riesgos
Lovecraft aceptó con resignación las realidades que la ciencia iba revelando en el transcurrir de principios del siglo xx. La Tierra y la raza humana ocupaban un lugar infinitesimal e insignificante en el esquema cósmico del universo. Entre las diversas respuestas a la moderna e incipiente cosmología científica, Lovecraft escogió la vía del horror. Infundió incertidumbre metafísica en sus trabajos y generó una potente carga emocional al conjunto, próxima a la histeria. Lovecraft aprovechó huecos, lagunas en el conocimiento del universo, y las convirtió en tenebrosas ciénagas del horror. En la obra El color del espacio exterior se pone de manifiesto la incapacidad de la ciencia para comprender un extraño meteorito, lo que lleva a un paroxismo demencial.
Inmerso por tanto en su etapa de madurez, abandonó definitivamente la superstición para adoptar un lenguaje científico. Dos opiniones se han planteado respecto de su relación entre ciencia y literatura:
1. La estrategia narrativa de H. P. L. como una defensa de lo sobrenatural y un rechazo de la ciencia, identificada esta como un mero intercambio de teorías y comprobaciones mediante tanteos.
2. Contrariamente, los nuevos monstruos lovecraftianos, procedentes de espacios y tiempos diversos, fueron refrendados precisamente a partir de los nuevos hallazgos científicos.

Lovecraft mostró un precoz interés por la ciencia, comenzando por la química con solo nueve años, al que seguiría la astronomía tres años después, principal influencia en la primera etapa de su vida. De hecho, entre 1902-1903 editó sus propios libros de texto en ambas disciplinas así como un periódico científico entre sus allegados, derivando en 1906 en columnista sobre astronomía, ya en periódicos locales. Gradualmente fue ampliando su saber enciclopédico, familiarizándose con el darwinismo y el psicoanálisis, y estuvo al día de los descubrimientos científicos de la época.
La lista de científicos aludidos en la obra de Lovecraft es cuantiosa: desde clásicos como Euclides, los químicos Van Helmont, Le Boë, Glauber, Becher o Stahl, los astrónomos Serviss y De Sitter, los geólogos Taylor y Osborn, hasta los físicos contemporáneos Einstein, Planck, Wegener y Heisenberg, el matemático Riemann, el neurólogo Freud, los psicólogos Watson y Pavlov, el médico Adler, el psiquiatra Jung, así como los antropólogos Quatrefages, Taylor, Boule o Keith o los paleontólogos Elliot Smith, Woodward o el mencionado Sir Arthur Keith.
En una carta escrita el 9 de noviembre de 1929 dirigida a Harris Woodburn, Lovecraft especula con la comodidad que proporciona la ciencia y el riesgo que supondría que se colapsara. Es más, en una época donde el ser humano veía la ciencia como algo tremendamente poderoso e ilimitado, Lovecraft se dio cuenta de su potencial alternativo y sus tenebrosos resultados.

#### Einstein

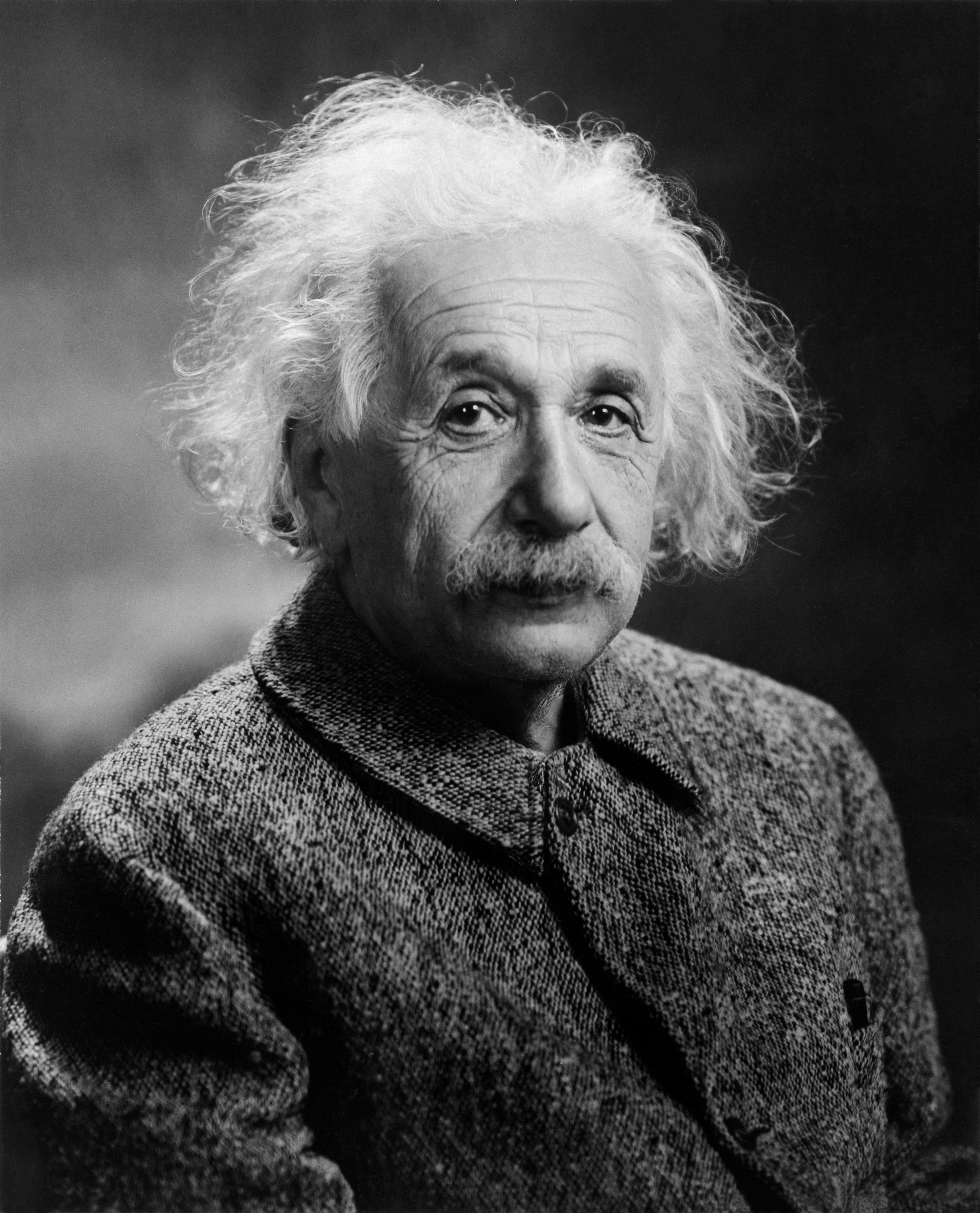
Los avances científicos del físico teórico Albert Einstein están implícitos en la obra de H. P. Lovecraft.

Lovecraft estaba muy al tanto de los nuevos y revolucionarios descubrimientos científicos, incluyendo y mencionando en su obra a numerosos representantes científicos de la época, entre los que destaca Albert Einstein. Aludido en 1920 en una carta a un grupo de corresponsales, tres años después H. P. L. reaccionaría con horror, desconcierto y estupefacción a su teoría de la relatividad. El 26 de mayo de 1923 escribió estas palabras a James F. Morton:

«Mi cinismo y mi escepticismo van en aumento y todo ello motivado por algo completamente nuevo: la teoría de Einstein. [...] Todo es casual, fortuito, una efímera ilusión [...]».

Sin embargo, a partir de 1929 olvidó sus ingenuos puntos de vista sobre Einstein, admitiendo que «la relatividad y el espacio curvo son realidades inmutables, sin las cuales sería imposible formarse ningún tipo de concepción verdadera del cosmos» y reconociendo su valioso apoyo al materialismo. Valorado como el científico por excelencia entre los «auténticos cerebros del mundo moderno», lo mencionaría en varios de sus relatos: La casa evitada, El caso de Charles Dexter Ward, El que susurra en la oscuridad, En las montañas de la locura, Los sueños en la casa de la bruja y La sombra de otro tiempo.
De todos modos, aun aceptando la relatividad general, el tratamiento de la misma en su obra fue divergente, apareciendo «trascendida, trastocada», mezclando las leyes einstenianas con las extensiones o violaciones de las mismas procedentes de su imaginación.

«Mi concepción de la fantasía, como una genuina forma artística, es una extensión más que una negación de la realidad».

En La llamada de Cthulhu se alude a que «la geometría del lugar soñado por él era anormal, no euclidiana, y de repugnantes esferas y dimensiones distintas de las nuestras». La geometría no euclidiana es el lenguaje matemático y el trasfondo de la teoría general de la relatividad de Einstein, a la que Lovecraft hace referencia repetidamente al explorar la arqueología extraterrestre.

#### Freud
H.P. Lovecraft no tenía en gran estima las ideas del padre del psicoanálisis, sobre todo su sistema de interpretación de los sueños. Todas las menciones al «charlatán vienés» en sus relatos y correspondencia eran de carácter peyorativo. Lovecraft leyó a Freud profusamente y concluyó en un rechazo de su marco teórico.
Buen conocedor del mundo de los sueños, son en cierto modo su coto de caza, H. P. L. hizo un uso sistemático y extensivo de los mismos tanto a nivel experiencial como transliterados en sus obras, sobre todo en su segunda etapa onírica. Tal y como su biógrafo Houellebecq sentencia, Lovecraft «clasifica el material [onírico], lo trabaja; a veces se entusiasma y escribe la historia sobre la marcha, sin siquiera despertarse del todo —es el caso de Nyarlathotep—; en otras ocasiones solo conserva algunos elementos para insertarlos en una nueva trama; pero, sea como fuere, se toma los sueños muy en serio».

Me he preguntado con frecuencia si la mayoría de la humanidad se detiene alguna vez a reflexionar sobre la inmensa importancia que de vez en cuando tienen los sueños, y el oscuro mundo al que pertenecen. Mientras que la mayor parte de nuestras visiones nocturnas no son quizá más que vagos y fantásticos reflejos de nuestras experiencias cuando estamos despiertos —al contrario de lo que afirma Freud con su simbolismo pueril—, hay sin embargo algunas otras cuyo carácter extramundano y etéreo no permite una interpretación ordinaria, y cuyo efecto vagamente apasionante y preocupante sugiere posibles vislumbres fugaces de una esfera de existencia mental no menos importante que la vida física, pero separada de ella por una barrera casi infranqueable.

En esta cita al inicio de Al otro lado de la barrera del sueño (1919), Lovecraft añade con posterioridad (1934) la cláusula referente a Freud, ya que no conoció la obra del vienés hasta 1921, fecha en que la menciona por vez primera en su artículo The Defence Reopens!.
Sin embargo, el escritor estadounidense tuvo en alta estima a la psicología, sobre todo a la psicología de los sueños. Se le ha acusado sin embargo de un entendimiento superficial de las teorías freudianas. El erudito de Lovecraft S. T. Joshi señala que «no está claro qué trabajo de Freud (si lo hubiera) había leído realmente Lovecraft; de hecho, es más probable que haya leído varias de sus explicaciones en libros o revistas». En una carta de Lovecraft a Elizabeth Toldridge, escrita en 1930, el autor de La llamada de Cthulhu concluye diciendo que «no existe tal cosa como "amor" en ningún sentido unificado, permanente o importante» tal y como se infiere del trabajo de Freud y del análisis de coetáneos del ámbito de la psicología como Pavlov, Jung, Adler o Watson. En la misma misiva asegura que, teniendo en cuenta dichas conclusiones, unidas a la falta de conocimientos científicos y a desvaríos poéticos y místico-religiosos, hablar del «amor» carece de todo significado por ser algo totalmente ilusorio.
Otras interpretaciones aluden a que, aunque Lovecraft rechazara taxativamente el papel psicológico jugado por el psicoanálisis, es evidente que parte a contrario de dichas concepciones acerca de la configuración y mecanismos de la mente humana, defendiendo que los procesos de la psique son muchísimo más complejos que los descritos por el psicoanálisis, comprimiendo este las posibilidades y riquezas intrínsecas del inconsciente.
También se le ha acusado de una crítica incisiva que apelaba a la necesaria convalidación de las entonces incipientes hipótesis —principios del siglo xx— tanto de Freud como del propio Einstein. De hecho, si bien es despectivo en Al otro lado de la barrera del sueño (1919) y también en Del más allá (1920): «¿Has oído algo acerca de la glándula pineal? Me río de la superficial ciencia endocrinológica, en la que se sustentan los falsos y advenedizos freudianos», los conceptos freudianos desaparecen y reaparecen con posterioridad, sobre todo en obras colaborativas, pero ya con una mayor aceptación exenta de crítica. A la progresiva maduración y comprobación de la ciencia psicológica también se añadió el que Lovecraft se adentrara en una nueva etapa ya alejada de la impronta onírica.
Además de a Freud, Lovecraft también cita con frecuencia en sus cartas a Watson, Pavlov, Jung y Adler, entre otros. Lovecraft menciona a Jung por su nombre y ocasionalmente cita ideas controvertidas adoptadas por él, dándole crédito incluso directamente. A diferencia de Freud, se ha señalado la similitud existente entre la psicología analítica de Jung y la obra de Lovecraft.

## Estilo

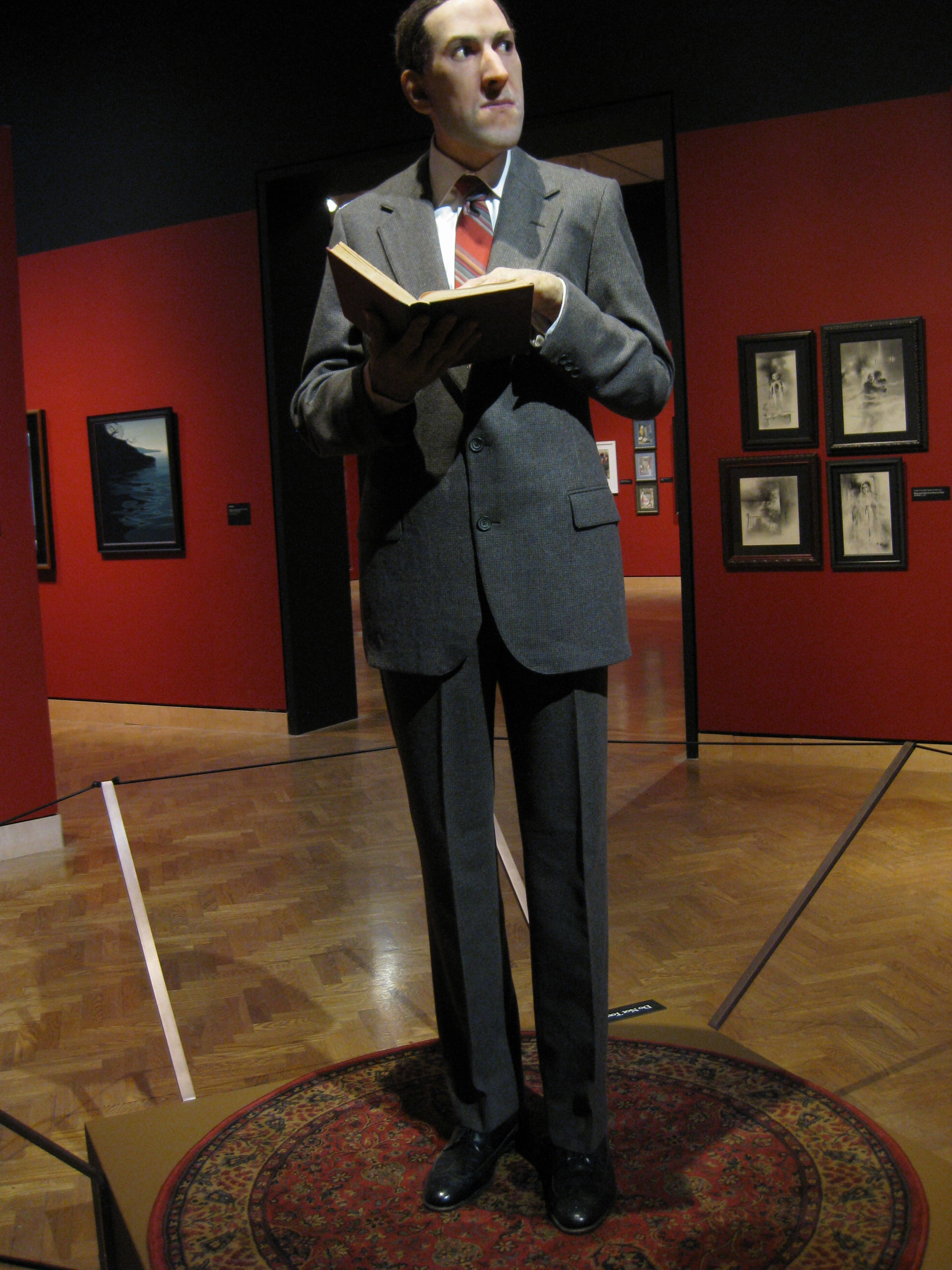
Exposición de Guillermo del Toro En casa con monstruos, Instituto de Artes de Minneapolis, 2017.

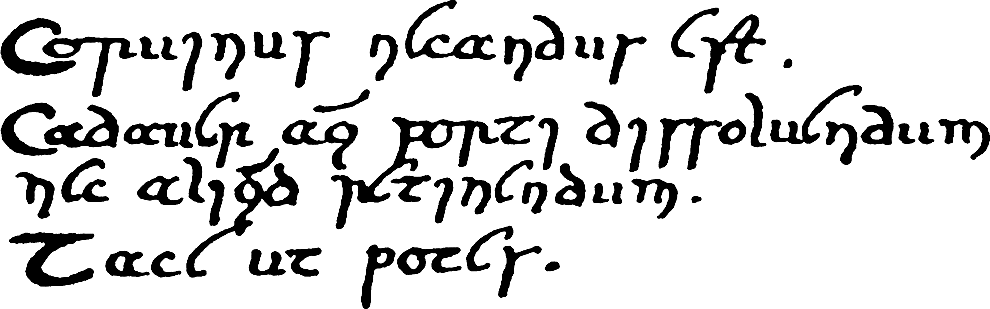
Texto incluido en El caso de Charles Dexter Ward.

El estilo de Lovecraft es muy personal e inconfundible, caracterizado por un tono siempre serio y solemne. Comparado, por ejemplo, con otro maestro del género de terror, M. R. James, carecía de ironía y creaba atmósferas desde el principio, al contrario que el anterior, quien las iba levantando poco a poco. Sin embargo, y por el contrario, Lovecraft era un maestro en el tono; usaba muchos adjetivos y palabras polisílabas y un tempo narrativo lento y detallado. También usaba cierto léxico para ir predisponiendo poco a poco la sensibilidad del lector a la atmósfera del relato —con palabras como «atávico», «numinoso», «arcano»...—.
Solía narrar sus relatos en primera persona y desde el punto de vista de un erudito usando un inglés arcaico que le servía para establecer firmemente un ambiente acorde a su idiosincrasia e, incluso, llegó a inventarse una bibliografía ficticia de grimorios en latín, árabe y hebreo —el Necronomicón de Abdul Alhazred, De Vermis Mysteriis, el Liber Ivonis aportación de su discípulo Robert Bloch, el Cultes de Goules del Conde D'Erlette, etcétera—. 
Sobre su uso de la primera persona, fundía lector y protagonista, pero con la peculiaridad de que este último solía ser un individuo distanciado de la sociedad, sin vida ordinaria ni necesidades sociales o placeres confesos, herramienta que Lovecraft empleaba para que el lector asimilase su psicología atormentada y acrecentase así su miedo. Describía todo con prolijidad, pero nunca, salvo al final de su carrera, al monstruo, al que dejaba obrando en un plano abstracto mucho más ominoso. Gustaba de esparcir sensaciones vagas e indefinibles para crear efectos de inseguridad y trascendencia, desordenando la realidad espacio-temporal. Su escritura tendía a una especie de religiosidad ritual de ecos paganos, pero arreligiosa, pues el autor era ateo: Lovecraft excluyó conscientemente la religión.
Otra de las características propias del estilo lovecraftiano, tal cual señala el maestro del horror literario Stephen King, es que Lovecraft situaba sus historias de terror en situaciones cotidianas y las ambientaba en su misma época —la mayoría transcurrían en las décadas de 1920 y 1930—, donde lo espantoso eclosiona en la vida ordinaria de sus protagonistas, que salen de su cotidianidad para penetrar en lo desconocido. Las referencias que el autor hacía al pasado eran de una manera algo vintage.

### El realismo en la obra de Lovecraft

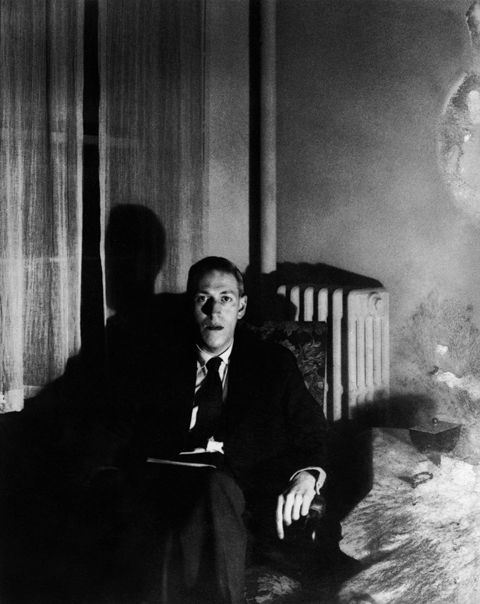
Lovecraft c. 1930.

Aunque parezca una contradicción, la literatura de Lovecraft está considerada como una de las que mejor refleja el realismo de su época. Así lo apunta uno de sus seguidores y amigos, Robert Bloch en una de sus citas:

«¿Realismo en la obra de H. P. Lovecraft? ¡Pues claro que sí! ¿Quién como él ha descrito con tanta exactitud y tan convincentemente las zonas rurales de su Estado? ¿Quién sino él ha sabido pintar con suma claridad la decadencia de las gentes y de las costumbres de esta región?».
Robert Bloch

S. T. Joshi, uno de los mayores biógrafos y devoto de la obra del autor de Providence, describió específicamente la función del «realismo» en el estilo de Lovecraft:

«El realismo, por tanto, no es una meta sino una función en Lovecraft. Facilita la percepción de que “algo que no podría pasar de ninguna manera” está, de hecho, pasando. Lo mismo ocurre con su estilo. Este es denso y rico en texturas que tiende a ayudar en la creación de esa “atmósfera” que se esforzaba tanto por crear. Su estilo, por supuesto, ha sido muy criticado, y no hay duda de que sus obras tempranas están “sobreescritas” de una forma que él más adelante despreció. Pero la prosa del Lovecraft tardío es precisa, musical, y tan evocativa como cualquier obra escrita por Dunsany o Machen, sus ejemplos a seguir en el campo estilístico. Por supuesto, uno tiene total libertad, como Edmund Wilson o Jacques Barzun, de que no le guste. Pero condenar un estilo asiánico simplemente por ser asiánico (y eso es, francamente, todo lo que puedo deducir de la mayoría de estas críticas) no me parece una metodología particularmente sólida».
S. T. Joshi

De acuerdo con Graham Harman en su obra Weird Realism: Lovecraft and Philosophy, en la que realiza un estudio pormenorizado sobre el «realismo» en la obra del autor de Providence, si hay algo esencial que encierra el término «lovecraftiano» es la idea de que «la realidad es mucho más extraña y aterradora de lo que es posible comprender y, más aún, de lo que es posible describir». Harman se refiere a esto como «realismo extraño», ya que la idea del propio realismo en la literatura de Lovecraft es, de hecho, «inconmensurable». Según Harman, el acceso al realismo descripto por Lovecraft, tan solo puede hacerse de manera oblicua a la propia realidad.

## Opiniones personales

### Política

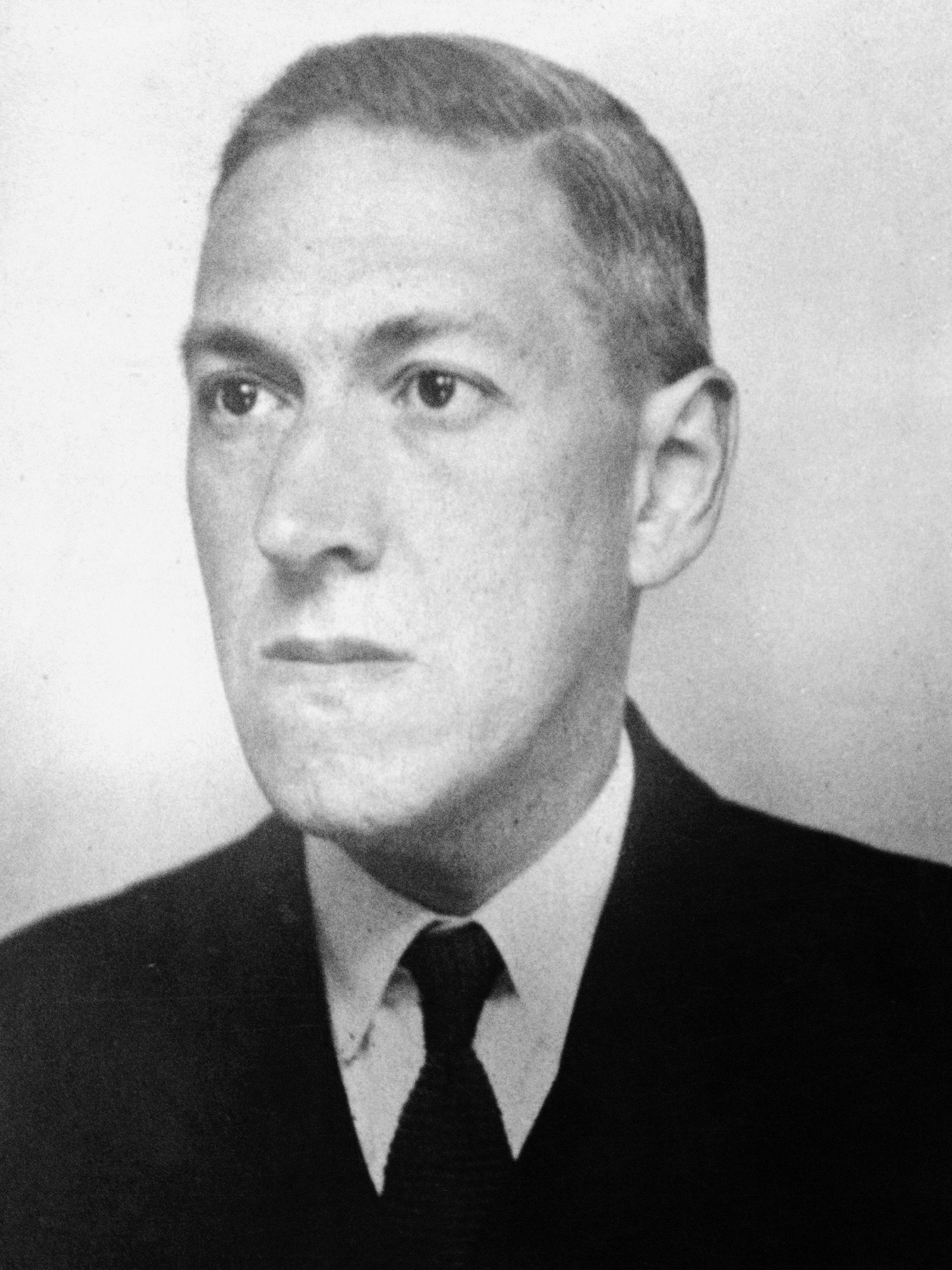
Lovecraft en 1934.

Lovecraft comenzó su vida como conservador. Este es probablemente el resultado de su educación conservadora. Su familia apoyó al Partido Republicano durante toda su vida. Si bien no está claro cuán consistentemente votó, lo hizo por Herbert Hoover en las elecciones presidenciales de 1928. Rhode Island en su conjunto siguió siendo políticamente conservadora y republicana hasta la década de 1930. El propio Lovecraft era un anglófilo que apoyaba a la monarquía británica. Se opuso a la democracia y pensó que Estados Unidos debería ser gobernado por una aristocracia. Su justificación personal de sus puntos de vista se basó principalmente en la tradición y la estética.
Como resultado de la Gran Depresión, Lovecraft reexaminó sus puntos de vista políticos. Inicialmente, pensó que la gente adinerada asumiría las características de su aristocracia ideal y resolvería los problemas de Estados Unidos. Cuando esto no sucedió, se convirtió en socialista. Este cambio no fue provocado por una modificación en su nivel de vida sino por el aumento del capital político del socialismo durante la década de 1930. También fue originado por su observación de que la Depresión estaba dañando a la sociedad estadounidense. Uno de los puntos principales del socialismo de Lovecraft fue su oposición al comunismo. Pensó que una revolución comunista provocaría la destrucción de la civilización estadounidense. Lovecraft creyó que era necesario formar una aristocracia intelectual para preservar Estados Unidos.

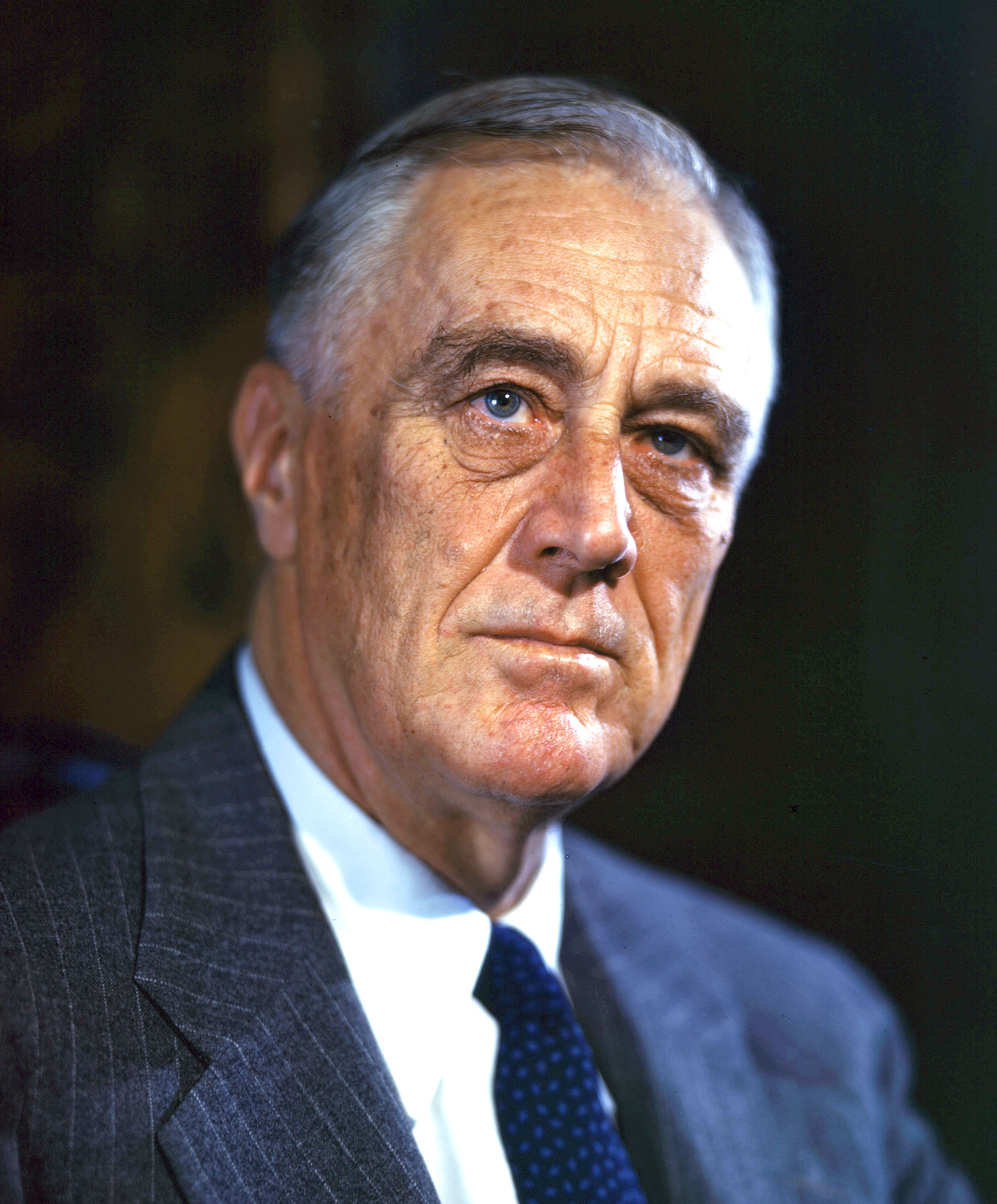
El presidente Franklin D. Roosevelt, del que Lovecraft fue un ferviente partidario.

Su sistema político ideal se describe en su ensayo "Algunas repeticiones de los tiempos". Lovecraft lo utilizó para hacerse eco de las propuestas políticas que se habían realizado a lo largo de las últimas décadas. En él defendió el control gubernamental de la distribución de recursos, menos horas de trabajo y un salario más alto, y seguro de desempleo y pensiones de vejez. También destacó la necesidad de una oligarquía de intelectuales. En su opinión, el poder debía restringirse a quienes fueran lo suficientemente inteligentes y educados. Con frecuencia utilizó el término "fascismo" para describir esta forma de gobierno, pero se parece poco a esa ideología.
Lovecraft tenía opiniones variadas sobre las figuras políticas de su época. Fue un ferviente partidario de Franklin D. Roosevelt. Vio que este estaba tratando de tomar un camino intermedio entre los conservadores y los revolucionarios, lo que aprobó. Si bien pensó que debería haber promulgado políticas más progresistas, llegó a la conclusión de que el New Deal era la única opción realista para la reforma. Consideró que votar por sus opositores de la izquierda política sería un desperdicio. Internacionalmente, como muchos estadounidenses, expresó su apoyo inicial a Adolf Hitler. Más específicamente, pensó que el mandatario preservaría la cultura alemana. Sin embargo, puntualizó que las políticas raciales de Hitler deberían haberse basado más en la cultura que en la ascendencia. Existe evidencia de que, al final de su vida, Lovecraft comenzó a oponerse a Hitler. Según Harry K. Brobst, la vecina de la planta baja de la residencia de Lovecraft y Annie Gamwell en 66 College regresó a Alemania y fue testigo de cómo golpeaban a los judíos. Lovecraft y su tía se enojaron por ello. Sus discusiones sobre Hitler disminuyen después de este punto.

### Ateísmo
Lovecraft era ateo. Sus puntos de vista sobre la religión se describen en su ensayo de 1922 "Una confesión de infidelidad". En él describe su cambio desde el protestantismo de sus padres al ateísmo de su edad adulta. Lovecraft fue criado por una familia protestante conservadora. Conoció la Biblia y los mitos de San Nicolás cuando tenía dos años. Los aceptó pasivamente a ambos. En el transcurso de los siguientes años, descubrió los Cuentos de la infancia y del hogar y Las mil y una noches, favoreciendo a este último. En respuesta, Lovecraft asumió la identidad de "Abdul Alhazred", un nombre que luego usaría para el autor del Necronomicón. Según su propio relato, su primer momento de escepticismo ocurrió antes de su quinto cumpleaños, cuando escuchó que Santa Claus no era real. Se preguntó si Dios también sería un mito. En 1896, conoció los mitos grecorromanos y se convirtió en "un pagano genuino".
Esto llegó a su fin en 1902, cuando Lovecraft se introdujo en el estudio del espacio exterior. Más tarde describió este evento como el más conmovedor de su vida. En respuesta a ello, Lovecraft comenzó a estudiar astronomía y describió sus observaciones en el periódico local. Antes de cumplir trece años, se había convencido de la impermanencia de la humanidad. Para cuando tenía diecisiete, había leído escritos detallados que coincidían con su cosmovisión. Lovecraft dejó de escribir positivamente sobre el progreso, desarrollando en cambio su filosofía cósmica posterior. A pesar de su interés por la ciencia, tenía aversión a la literatura realista, por lo que se decantó por la ficción fantástica. Esto no disminuyó sus puntos de vista. Lovecraft se volvió pesimista cuando ingresó en el periodismo amateur en 1914. La Gran Guerra pareció confirmar sus puntos de vista. Comenzó a despreciar el idealismo filosófico. Lovecraft discutió y debatió su pesimismo con sus compañeros, lo que le permitió solidificar su filosofía. Sus lecturas de Friedrich Nietzsche y H. L. Mencken, entre otros escritores pesimistas, favorecieron este desarrollo. Al final de su ensayo, Lovecraft afirma que todo lo que deseaba era el olvido. Estaba dispuesto a dejar de lado cualquier ilusión que pudiera haber tenido todavía.

### Raza
Un componente común en el trabajo inicial de Lovecraft es asociar la virtud, el intelecto, una clase elevada, civilización y racionalidad a la raza blanca, que a menudo contrapuso con el corrupto, intelectualmente inferior, incivilizado e irracional, que asoció con gente de clase baja, racialmente impura o no de raza europea, de piel oscura, que frecuentemente eran los villanos en sus historias. Sin embargo, desde el principio, Lovecraft no tuvo en alta estima a todos los blancos, sino a los ingleses y a los de ascendencia inglesa.
En sus primeros ensayos publicados, cartas privadas y declaraciones personales, defendió una línea de color fuerte para preservar la raza y la cultura. Sus argumentos se justificaron mediante el menosprecio de varias razas en su periodismo y correspondencia, y quizás alegóricamente en su ficción sobre razas no humanas.
Algunas de sus opiniones racistas más cruentas pueden localizarse en sus primeras poesías escritas en su juventud, particularmente en On the Creation of Niggers y New England Fallen, ambas de 1912. En On the Creation of Niggers, Lovecraft plasma de una forma muy cruda sus prejuicios, caracterizando explícitamente a la gente negra como subhumanos:

When, long ago, the gods created Earth;

In Jove's fair image Man was shaped at birth.

The beasts for lesser parts were designed;

Yet were too remote from humankind.

To fill the gap, and join the rest of Man,

Th'Olympian host conceiv'd a clever plan.

A beast they wrought, in semi-human figure,

Filled it with vice, and called the thing a Nigger.
Cuando tiempo atrás, los dioses crearon la Tierra;

A imagen y semejanza de Júpiter al incipiente Hombre moldeaban.

Para tareas menores las bestias fueron creadas;

Aunque de la especie humana muy alejadas estaban.

Para llenar el vacío y unirlas al resto de la Humanidad,

Los anfitriones del Olimpo ingeniaron un astuto plan.

Una bestia forjarían, una figura semihumana,

Colmada de vicios, y «negro», fue llamada.

En The Call of Cthulhu —La llamada de Cthulhu— (1928), Lovecraft describe a un grupo mestizo de adoradores de Cthulhu:

«Examinados en el cuartel de la policía, luego de un viaje agotador, los prisioneros resultaron ser mestizos de muy baja ralea, y mentalmente débiles. Eran en su mayor parte marineros, y había algunos negros y mulatos, procedentes casi todos de las islas de Cabo Verde, que daban un cierto matiz vudú a aquel culto heterogéneo. Pero no se necesitaron muchas preguntas para comprobar que se trataba de algo más antiguo y profundo que un fetichismo africano. Aunque degradados e ignorantes, los prisioneros se mantuvieron fieles, con sorprendente consistencia, a la idea central de su aborrecible culto».

Lovecraft también expresó en alguna ocasión creencias racistas y etnocéntricas en su cartas personales. En una carta fechada el 23 de enero de 1920, escribió:

«Para el hombre evolucionado —la cumbre del perfeccionamiento orgánico en la Tierra—, ¿qué rama del pensamiento se ajusta mejor que aquella que conquista las más altas y exclusivas facultades humanas? El salvaje primitivo, o simio, simplemente rebusca en la selva para encontrar una compañera; ¡el ario eminente debe elevar sus ojos a los mundos de más allá y considerar su relación con el infinito!»

En Herbert West–Reanimator —Herbert West: reanimador— (1922), Lovecraft describe a un varón afroamericano que acaba de fallecer:

«Era un ser repugnante, con pinta de gorila, unos brazos anormalmente largos que me parecían de manera inevitable patas anteriores, y una cara que irremediablemente hacía pensar en los secretos insondables del Congo y las llamadas de tam-tam bajo una luna misteriosa. El cuerpo debió tener peor aspecto en vida, pero el mundo contiene mucha fealdad».

En The Horror at Red Hook —El horror de Red Hook— (1927), un personaje es descrito como «un árabe con una odiosa boca negroide». En la obra La cabellera de Medusa, escrita para Zealia Bishop, la sorpresa final de la historia —tras revelar que el villano del relato es una medusa vampírica— es que ella: 

«...era débil, y sutilmente, aún a los ojos del genio, el vástago indiscutible de los primeros pobladores de Zimbabwe. No es de extrañar que tuviera un lazo con la anciana bruja Sophonisba... ya que, en una diluida proporción, Marceline era negra».

En El caso de Charles Dexter Ward, se presenta de forma condescendiente a una pareja afroamericana: «Conocía a la familia negra que habitaba la casa y fue cortésmente invitado a visitar el interior por el viejo Asa y su fornida esposa, Hannah.» En un claro contraste con el propietario, al parecer extranjero: «… un hombre de facciones ratoniles y acento gutural…».

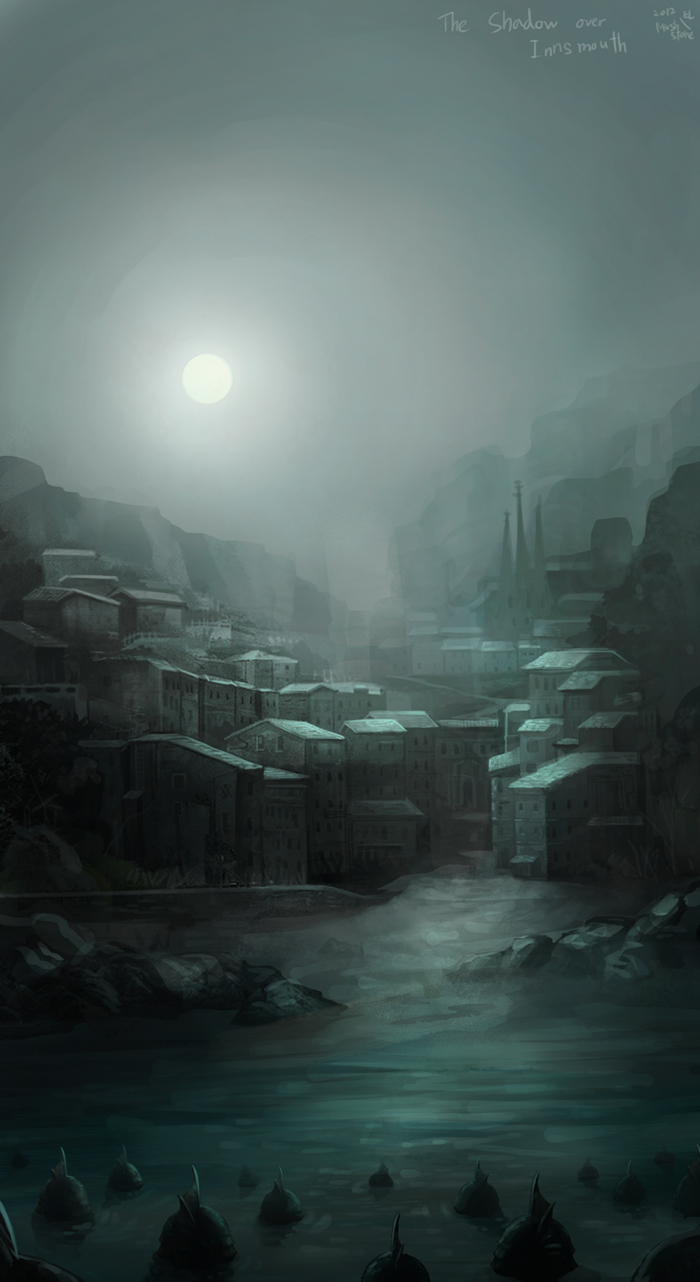
Arte conceptual de Mushstone basado en la novela corta La sombra sobre Innsmouth, en la que pueden intuirse ciertos sentimientos antisemitas.

Los narradores en The Street —La calle— (1920), Herbert West: reanimador, He —Él— (1926), La llamada de Cthulhu, La sombra sobre Innsmouth, El horror de Red Hook, y en muchas otras historias, expresan sentimientos que podrían ser considerados hostiles hacia los judíos. Se casó con una mujer ucraniana de ancestros judíos, Sonia Greene, quien más tarde comentó que tenía que recordarle constantemente sus raíces cuando realizaba algún comentario antisemita. «Siempre que nos encontrábamos en las calles de Nueva York, abarrotadas de personas de distintas nacionalidades y credos —escribió Greene después de su divorcio— Howard venía lívido de la rabia. Parecía que iba a perder la cabeza».
Al principio, no obstante, Lovecraft mostró simpatía por las minorías que adoptaron la cultura occidental y, con respecto a su esposa de origen judío, la consideraba "bien asimilada". De todos modos, apoyó el que las etnias preservasen sus culturas nativas; por ejemplo, pensó que "un verdadero amigo de la civilización desea simplemente hacer a los alemanes más alemanes, a los franceses más franceses, a los españoles más españoles, etc.". Esto representó un cambio con respecto a su apoyo anterior a la asimilación cultural.
Hasta cierto punto, las ideas de Lovecraft referentes a la raza reflejaban actitudes comunes en esa época, especialmente en la Nueva Inglaterra en la que creció. Particularmente las leyes de segregación racial se hacían cumplir en la mayor parte del territorio estadounidense y muchos estados promulgaban leyes eugenésicas y prohibiciones en contra del mestizaje, que también eran comunes en áreas no católicas de Europa. Un movimiento popular durante la década de 1920 dio como resultado una drástica restricción de la inmigración hacia los Estados Unidos, culminando en la ley de inmigración de 1924, que ponía de manifiesto testimonios de expertos ante el Congreso de los Estados Unidos sobre la amenaza dirigida hacia la sociedad americana a causa de la asimilación de «personas de baja cultura» del este y del sur de Europa.
Lovecraft era en un principio un anglófilo confeso y sostenía que la cultura inglesa era el pináculo comparativo de la civilización. Consideraba a los descendientes de los primeros ingleses en América como una rama de segunda clase, y todos los demás, por debajo de ellos —por ejemplo, su poema An American to Mother England—. Su amor por la historia y la cultura inglesa se ve a menudo reflejado en su trabajo, como la nostalgia del Rey Kuranes por Inglaterra en The Dream-Quest of Unknown Kadath —La búsqueda en sueños de la ignota Kadath— (1927, publicada en 1943).
Las ideas de Lovecraft sobre la eugenesia se extendían a menudo sobre sus personajes de raza blanca. Mostró una mayor simpatía por la raza caucásica y los grupos culturales europeos. El narrador de Cool Air —Aire frío— (1928) habla despectivamente de los pobres hispanoamericanos de su vecindario, pero respeta al rico y aristócrata Dr. Muñoz, por sus orígenes celtíberos, y porque es «un hombre de cuna, culto y de buen gusto». Los descendientes degenerados de los inmigrantes neerlandeses en las Montañas Catskill, «quienes corresponden exactamente con la basura blanca en el sur», como se dice en Beyond the Wall of Sleep —Al otro lado de la barrera del sueño— (1919), son elementos comunes. En The Temple —El templo— (1925), el narrador es un capitán de un U-Boot de la Primera Guerra Mundial cuya fe en su «inquebrantable voluntad germánica» y la superioridad de su patria lo llevan a ametrallar a los supervivientes que se encontraban en botes salvavidas; más tarde, asesina a su propia tripulación, mientras lo ciega la maldición que ha atraído sobre él. De hecho, según Lovecraft: Una biografía, por L. Sprague de Camp, el autor de Providence estaba horrorizado por los informes de violencia antisemita en Alemania —antes de la Segunda Guerra Mundial, que no viviría para ver— sugiriendo que el escritor, a pesar de todo, se oponía al exterminio de aquellos que consideraba «inferiores».
El racismo de Lovecraft ha sido un foco continuado de interés académico e interpretativo. S. T. Joshi, uno de los primeros eruditos en Lovecraft, observa que «no hay ninguna negación del racismo en Lovecraft, ni puede ser interpretada simplemente como «típico de su época», ya que parece que Lovecraft expresó sus opiniones más pronunciadamente —aunque generalmente no para su publicación— que muchos otros contemporáneos. Es también absurdo negar que el racismo entra en su ficción». Michel Houellebecq defiende que «el odio racial» proporcionaba la fuerza y la inspiración emocional para muchas de las mejores obras de Lovecraft.

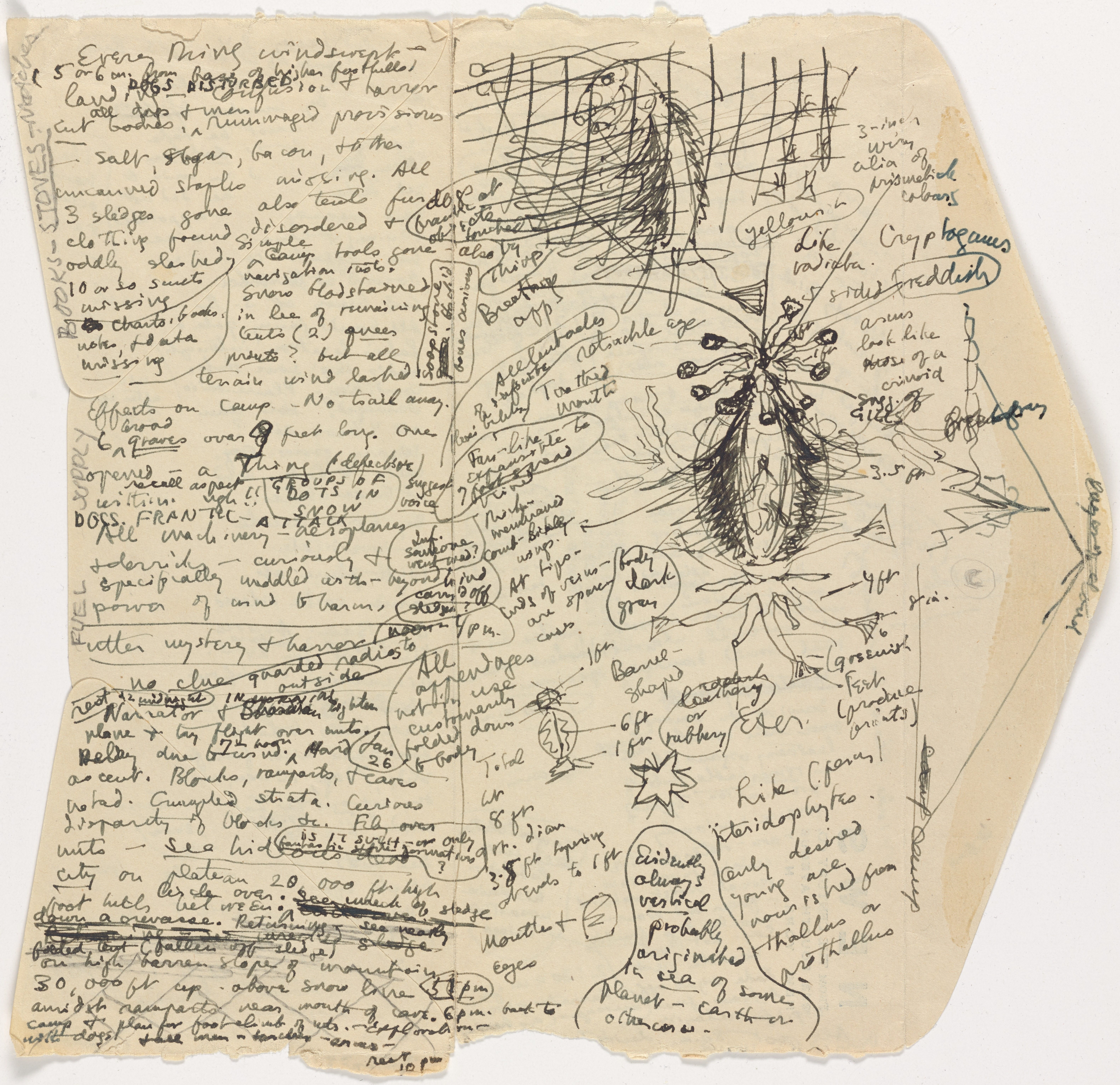
Notas de la trama originales de En las montañas de la locura mostrando bocetos de los ejemplares orgánicos hallados en la prospección.

El antagonismo racista de Lovecraft es un corolario de su noción nihilista del determinismo biológico: En las montañas de la locura, donde los exploradores descubren pruebas de una raza totalmente extraterrestre —Antiguos— que creó seres humanos mediante bioingeniería, pero fue destruida finalmente por sus brutales esclavos, los Shoggoth. Incluso después de que varios miembros de la expedición mueran a manos de los Antiguos y los Shoggoth, se aprecia cierta simpatía por parte del narrador hacia estos seres:

«¡Pobre Lake, pobre Gedney... y pobres Primordiales! Científicos hasta el final. ¿Qué hicieron ellos que no hubiéramos hecho nosotros en su lugar? ¡Santo Dios, qué inteligencia y qué tenacidad! ¡Qué manera de enfrentarse con lo increíble, igual que aquellos parientes y antepasados suyos que se habían enfrentado también con cosas casi igualmente extrañas! Animales radiados, plantas, monstruos, semilla de estrellas, no sé qué habían sido, pero ahora eran hombres».

Estas líneas del pensamiento en la visión del mundo de Lovecraft —racismo y una romántica defensa reaccionaria del orden cultural frente a la degeneración del mundo moderno— han conducido a algunos estudiosos a establecer una afinidad especial con el aristócrata, antimodernista y tradicionalista Julius Evola:

«Ciertamente, La búsqueda en sueños de la ignota Kadath, con su grandiosa representación de su ciudad, Onyx, irradia el fresco y elegante espíritu de la Tradición, que entra en contraposición a la que en muchas historias es el pozo de la decadencia, Innsmouth, cuya endogámica población es compuesta en parte por los vástagos de la concepción contranatura de lujuriosos marineros con monstruos marinos; la fuerza negativa de la Tradición. La eterna lucha entre la titánica fuerza de la luz y las telúricas fuerzas del caos, es reflejada en su trabajo y en su racismo».

Por otra parte, algunos autores consideran que el racismo de Lovecraft era más que nada de índole cultural e intelectual, pasivo e introvertido —como lo evidencia el hecho de que el poeta Samuel Loveman, uno de sus mejores amigos, quien era judío y homosexual, no se enteraría del antisemitismo y homofobia de Lovecraft hasta varios años después de la muerte de este a través de Sonia Greene—, más que brutalmente biológico, proactivo y extravertido —como el de los nazis de esa época quienes ya promovían el odio y la agresión a otras razas en forma activa y despiadada—, siendo que Lovecraft expresa en algunas de sus historias cierta admiración a personas de distintos orígenes que han asimilado las costumbres, buenos modales y artes anglosajonas y por el hecho de haberse casado con una judía a quien él mismo consideraba una mujer sumamente inteligente y «bien asimilada».
En sus últimos años la antipatía de Lovecraft por ciertas razas y culturas específicas se sublimó en un desprecio a la ignorancia, soberbia y egoísmo de la especie humana en general —incluyendo a los sajones— y la risible e irónica insignificancia de la humanidad y sus vicios ante la magnificencia y misterio del universo no conocido, evidente en el desarrollo y desenlace de la mayoría de sus últimas obras de horror cósmico.

## Legado
La obra del autor de Providence se ha traducido a veinticinco idiomas a lo largo del mundo, y el nombre de Lovecraft, actualmente, es uno de los más relevantes en cuanto a horror de ficción se refiere, pese a que este muriera siendo prácticamente un autor desconocido. Sus escritos, particularmente los Mitos de Cthulhu, han influido desde la década de 1960 a los autores de ficción a lo largo y ancho del mundo, y se pueden encontrar elementos propios de Lovecraft en novelas, películas, música, videojuegos, cómics y dibujos animados. Por ejemplo, los villanos de Gotham City en el universo de Batman son encarcelados en el Asilo Arkham, en la ciudad ficticia de Arkham, una invención lovecraftiana. Muchos escritores modernos de terror como Stephen King, Bentley Little o Joe R. Lansdale, por nombrar a unos pocos, han citado a Lovecraft como una de sus más importantes influencias.

### Literatura
Lovecraft es considerado como uno de los autores de literatura fantástica más influyentes del siglo xx y un maestro de la literatura de terror.
Con los años, el trabajo de Lovecraft ha inspirado a numerosos escritores que, a veces con la aprobación del propio autor de Providence, han publicado historias cortas relacionadas de alguna manera con sus temas, a menudo incluidas en colecciones denominadas Mitos de Cthulhu.

#### Inspiración directa

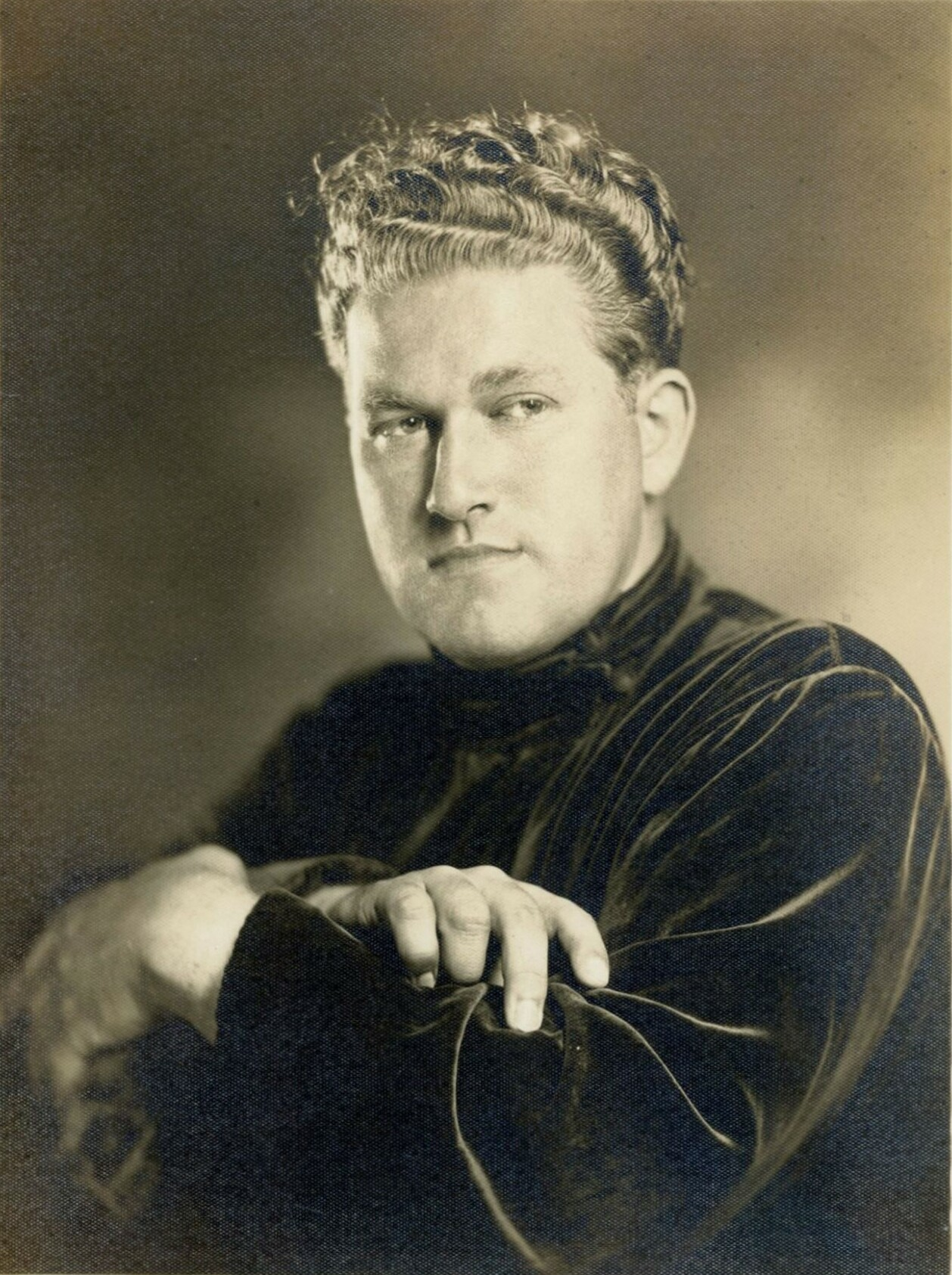
August Derleth en 1939, fue el principal seguidor de Lovecraft y uno de los que salvó su legado del olvido.

A principios de la década de 1920, Clark Ashton Smith inició una estrecha relación epistolar con Lovecraft, que duró hasta mediados de la década de 1930. Este vínculo a menudo los llevó a colaborar en la creación de topónimos y deidades fantásticas para sus historias; en la revista Weird Tales se publicaron algunos de los cuentos de Ashton Smith que fueron influenciados directamente por el trabajo de Lovecraft, como Ubbo-Sathla, El que camina en el polvo, La venganza del hechicero y El engendro sin nombre.
August Derleth, otro corresponsal y amigo de Lovecraft, basó en gran medida su producción literaria en la cosmovisión del «abuelo» —uno de los múltiples apodos utilizados por Howard en su intercambio epistolar—, como El habitante de la oscuridad, El guardián del umbral, La ventana del ático y La cosa que entró en el viento. Más adelante, tras el fallecimiento de su colega escritor de Providence, fundó junto a Donald Wandrei la editorial Arkham House con el fin de salvaguardar el legado literario de Lovecraft.
Además de Smith y Derleth destacan Robert E. Howard, Robert Bloch, Fritz Leiber y Henry Kuttner.

#### Inspiración posterior

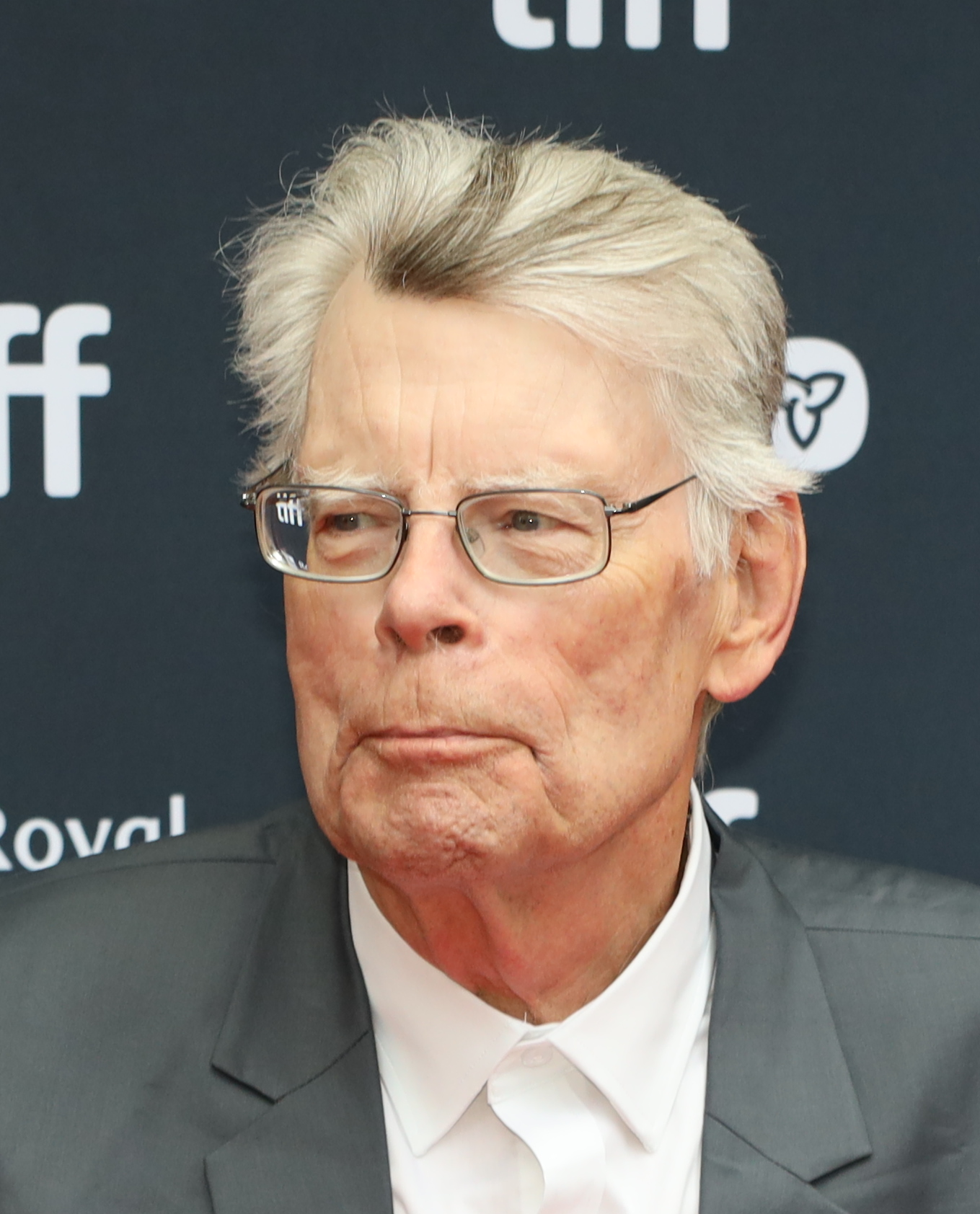
Stephen King, fotografiado en 2024, siente admiración por la obra literaria de H. P. Lovecraft.

Son muchos los autores que, aunque no tuvieron una relación directa con H. P. L., utilizaron también parte de las características de sus obras; entre ellos el escritor de ciencia ficción Ray Bradbury, el autor de terror Stephen King, este último con dos cuentos: Jerusalem's Lot, publicado en la colección El umbral de la noche, y Crouch End, que forma parte de Pesadillas y alucinaciones, el escritor y artista Clive Barker, o el autor de varias novelas de los Antiguos Brian Keene.
En la Trilogía Illuminatus! de Robert Shea y Robert Anton Wilson, las alusiones a las obras de Lovecraft son frecuentes, tanto en los personajes (por ejemplo, Robert Harrison Blake y Henry Armitage), en las criaturas (Tsathoggua y Yog-Sothoth), como en los libros (Necronomicón, Cultos innombrables).
Jorge Luis Borges escribió el cuento There Are More Things, incluido en el volumen El libro de arena, como homenaje a Lovecraft; no obstante el autor argentino tildó al de Providence de «mediocre». El escritor francés contemporáneo Michel Houellebecq escribió una biografía literaria de Lovecraft titulada H. P. Lovecraft: Against the World, Against Life. La prolífica escritora estadounidense Joyce Carol Oates escribió una introducción para una colección de historias de Lovecraft. Los filósofos franceses Gilles Deleuze y Félix Guattari se refieren a Lovecraft en A Thousand Plateaus: Capitalism and Schizophrenia, calificando a su historia corta A través de las puertas de la llave de plata como una de sus obras maestras.

### Ensayo
En 1927, H. P. Lovecraft publicó su ensayo El horror sobrenatural en la literatura (Supernatural Horror in Literature), el cual está considerado como uno de los más valiosos estudios sobre el género de terror.
Fue escrito entre noviembre de 1925 y mayo de 1927 y se publicó por primera vez en la revista The Recluse. En 1965 se incluyó en el libro de relatos de Lovecraft titulado Dagón y otros cuentos macabros. Durante el ensayo, el autor de Providence repasa los referentes sobre la ficción sobrenatural en la antigüedad, incidiendo en la novela gótica y, más concretamente, en la figura del escritor Edgar Allan Poe, al cual considera como el verdadero iniciador de una corriente totalmente innovadora en los cuentos de terror. Desde Bram Stoker hasta sus autores más influyentes como Algernon Blackwood o Lord Dunsany, Lovecraft analiza, capítulo tras capítulo, los mecanismos propios que tiene el terror literario. Numerosos críticos lo han considerado como «el ensayo más importante sobre la literatura de terror».

### Cómics
A partir de los años 60, la obra de Lovecraft, aparte de gozar de adaptaciones más o menos fidedignas al cómic, inspiraría obras originales. Es el caso de Lone Sloane (1966) de la que su autor, Philippe Druillet, dijo: 

«Es muy lovecraftiano, excepto en que los protagonistas humanos de Lovecraft son siempre vencidos mientras que Lone Sloane sale siempre bien librado. Aparentemente es pasivo, pero es él quien en realidad conduce el juego».

 Otras muchas obras, como Tales Of Peter Hypnos (1975-1976) de Josep Maria Beà, también se muestran deudoras de la obra del escritor de Providence.

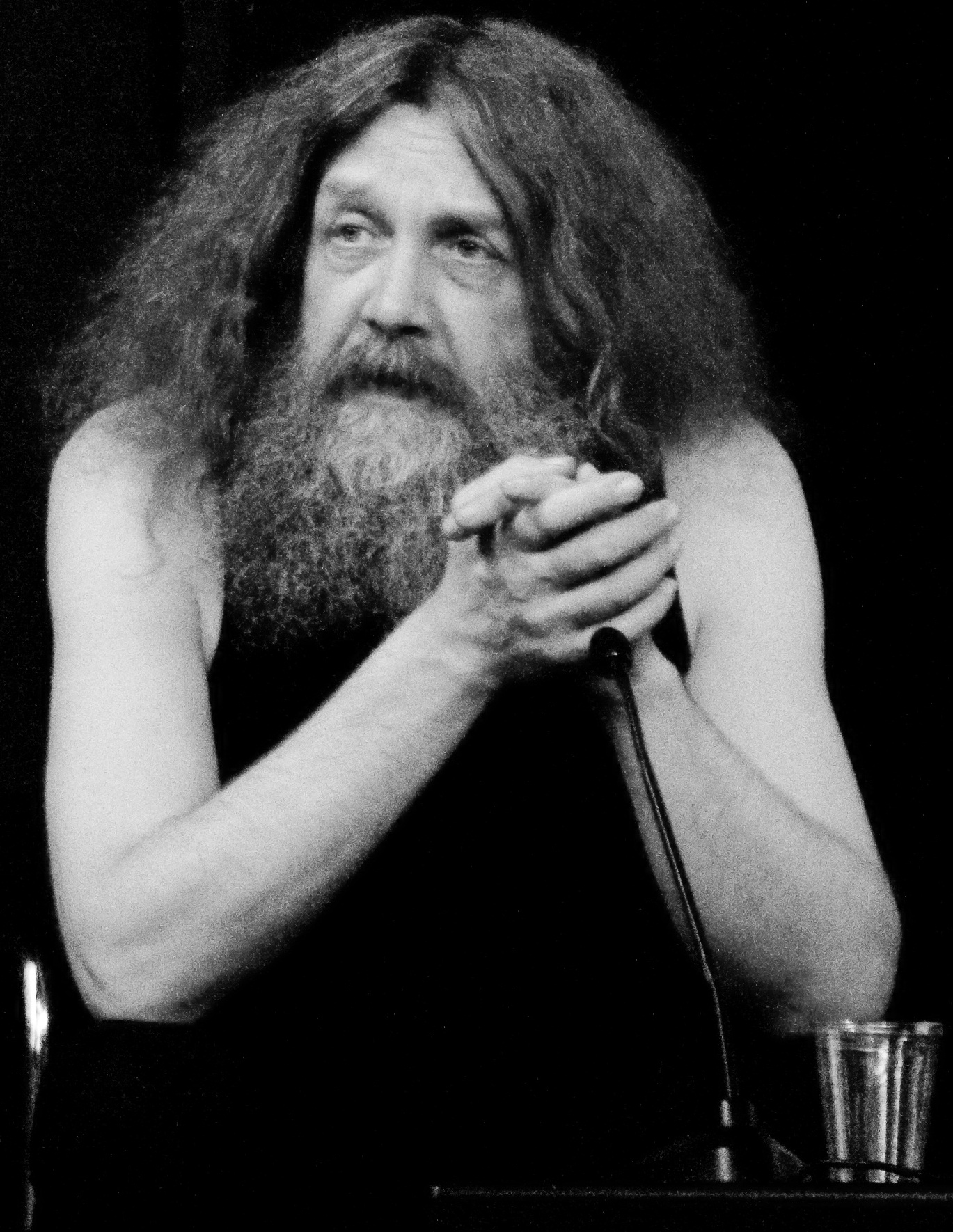
Alan Moore escribió varias historias originales basadas en la narrativa de Lovecraft.

El prestigioso guionista Alan Moore —autor, por ejemplo, de Watchmen o de V de Vendetta—, escribió varios cómics basados en el universo lovecraftiano, dibujados por Jacen Burrows, titulados The Courtyard, Neonomicon y Providence, y  publicados por la editorial Avatar Press entre 2003 y 2017.
Por otra parte, en los cómics del popular Batman, los enemigos del protagonista están encarcelados en el asilo de Arkham de Gotham City, denominación fruto de la inspiración de su dibujante Dennis O'Neil al tomar como referencia la ciudad de Arkham surgida de la imaginación de Lovecraft.

### Cine
En el mundo del cine, en particular en el cine de terror, la cosmología de Lovecraft ha sido fuente de inspiración continua en muchos filmes como, por ejemplo, The Haunted Palace (1963) de Roger Corman, el cual fue una de sus primeras adaptaciones al cine y versión de la novela corta El caso de Charles Dexter Ward; El enigma de otro mundo (1951) de Howard Hawks, el remake La cosa (1982) de John Carpenter o Alien: el octavo pasajero (1979) de Ridley Scott —incluido Prometheus del mismo director, así como el artista involucrado en ambos filmes H. R. Giger)— inspirados en la novela En las montañas de la locura; Re-Animator (1985) de Stuart Gordon basado en el relato lovecraftiano Herbert West: reanimador; El ejército de las tinieblas (1992) de Sam Raimi con numerosas referencias al famoso Necronomicón o El color del espacio exterior (2019) de Richard Stanley, actualización de su relato homónimo.
Destaca como proyecto cinematográfico pendiente la adaptación de la novela de Lovecraft En las montañas de la locura de un guion de 2006 del director Guillermo del Toro y el guionista Matthew Robbins, cancelado sucesivamente debido al alto presupuesto y a la insistencia de Del Toro de que fuera lanzado con una calificación R para hacer justicia a la visión del autor. El 6 de marzo de 2020 se filtró el guion de la adaptación, 108 páginas disponibles en línea, y en diciembre de 2021, el director declaró que seguía comprometido a llevar el imaginario de H. P. Lovecraft al cine rescatando En las montañas de la locura para Netflix, dado que fue este uno de los primeros proyectos que presentó a la plataforma tras cerrar un contrato de varios años con ella en 2020. Añadiendo que de salir adelante, la adaptación incluiría cambios ajustados a su visión actual.

### Música
Además de ser inspiración de trabajos literarios, el mundo de la música ha sido también muy influenciado por Lovecraft. Las letras de algunas de las canciones de grupos de metal extremo (géneros como el black metal, death metal, etcétera) han abarcado pasajes de algunas obras del autor, así como abordado de igual modo la mitología lovecraftiana. Algunos grupos son Morbid Angel, Uriel, Mercyful Fate, Metallica, Draconian, Cradle of Filth, Internal Suffering, Tiamat e Iron Maiden. El músico argentino Claudio Gabis compuso lo que en su discografía se conoce como Trilogía Fantástica. Las canciones «Más allá del valle del tiempo», «Fiebre de la ruta» y «El viaje de Lord Dunsany» están basadas en la literatura de Lovecraft.
Además de los grupos nombrados que recibieron influencia directa de la literatura lovecraftiana en algunas de sus composiciones, cabe destacar el grupo de rock psicodélico activo durante los años sesenta y setenta que se bautizó con el propio nombre de H. P. Lovecraft y que editaron dos álbumes de estudio titulados de manera homónima.
En el terreno de la música orquestal hay varios autores como Chad Fifer, Cryo Chamber y Graham Plowman que componen partituras ambientales y evocadoras inspiradas en las mitologías fabuladas por Lovecraft.

### Juegos y videojuegos

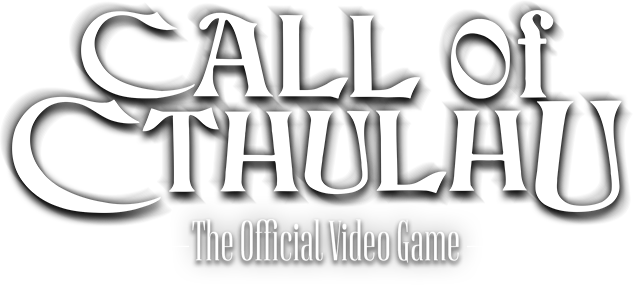
Logotipo original del videojuego La llamada de Cthulhu —Call of Cthulhu— diseñado por Cyanide Studio en 2018.

El juego de rol La llamada de Cthulhu, publicado por Chaosium, donde los jugadores juegan a los investigadores de lo oculto, fue muy popular a principios de los noventa. Chaosium creó un suplemento para interpretar La llamada de Cthulhu en un entorno contemporáneo llamado Cthulhu Now. Configuraciones similares, típicas del estilo del escritor de Providence, también se pueden encontrar en el juego de cartas coleccionables La llamada de Cthulhu, publicado por Fantasy Flight Games. Además, algunas razas en Dungeons & Dragons se refieren a criaturas de la mitología de Lovecraft.
En el campo de los videojuegos, aunque sus historias contienen muy poca acción, enfatizando la atmósfera y los lugares, son numerosos los títulos que se inspiraron en el Ciclo de Cthulhu. La empresa de software Infogrames ha producido varios juegos inspirados en el universo Lovecraft. Por ejemplo, la serie Alone in the Dark, en particular el primer episodio, ha incluido varias referencias a las obras del autor de Providence. Otro videojuego con configuraciones y temas puramente lovecraftianos es Shadow of the Comet, también de Infogrames, seguido de Prisoner of Ice, así como los videojuegos de la serie Penumbra.
Bethesda Softworks también produjo un juego de disparos en primera persona llamado Call of Cthulhu: Dark Corners of the Earth, inspirado principalmente en el cuento La sombra sobre Innsmouth. En 2018, Cyanide Studio produjo Call of Cthulhu: The Official Video Game, un JDR interactivo desarrollado para Microsoft Windows, PlayStation 4 y Xbox One.

## Correspondencia

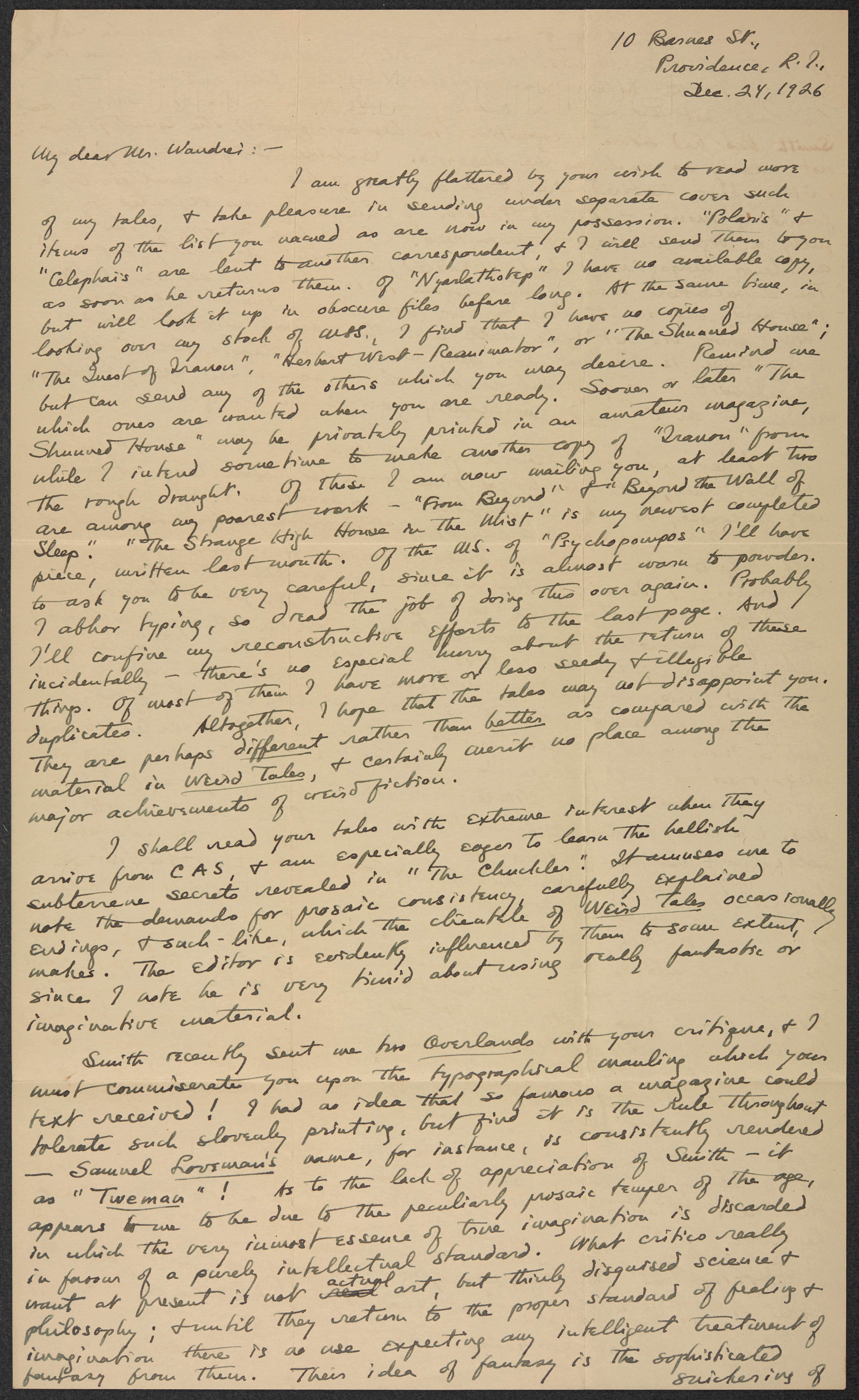
Carta de H. P. Lovecraft a Donald Wandrei, 24 de diciembre de 1926.

Aunque Lovecraft es conocido principalmente por sus obras de ficción sobrenatural, la mayor parte de sus escritos consisten en voluminosas cartas sobre una gran variedad de temas, desde ficción sobrenatural y crítica de arte hasta política e historia. Los biógrafos de Lovecraft L. Sprague de Camp y S. T. Joshi han estimado que escribió 100.000 cartas durante su vida, y se cree que una quinta parte sobrevivió. Estas cartas estaban dirigidas a compañeros escritores y miembros de la prensa amateur. Su participación en esta última fue lo que le llevó a comenzar a escribirlas. Incluyó elementos cómicos en estas misivas, como hacerse pasar por un caballero del siglo XVIII y firmarlas con seudónimos, más comúnmente "Grandpa Theobald" y "E'ch-Pi-El". Según Joshi, los conjuntos de cartas más importantes fueron los escritos a Frank Belknap Long, Clark Ashton Smith y James F. Morton. Atribuye esta importancia a su contenido. Con Long, Lovecraft argumentó a favor y en contra de muchos de sus puntos de vista. Las cartas a Clark Ashton Smith se caracterizan por su enfoque en la ficción sobrenatural. Lovecraft y Morton debatieron muchos temas académicos en sus cartas, lo que resultó en lo que Joshi ha llamado "la correspondencia más grande que jamás haya escrito Lovecraft".

### Edición de lasCartasen castellano
El 23 de febrero de 2023 dio inicio la edición en castellano de las Cartas de Lovecraft, cuyo primer volumen se tituló Cartas (I). Escribir contra los hombres. La selección, traducción y edición fue llevada a cabo por Javier Calvo para la editorial Aristas Martínez. Representó la primera publicación en español de la correspondencia de Lovecraft, que incluyó además material inédito con cartas que todavía no se habían publicado en EE. UU.
La previsión editorial inicial fue editar tres volúmenes:
1. El primero, Escribir contra los hombres, recoge una selección de la correspondencia literaria de Lovecraft.[220][221]
2. El segundo, Diario de sueños, trata de sus sueños y de la relación con su narrativa.[222][223][224][225][226][227]
3. Y el tercero, El terror de la razón, recoge las ideas sobre la humanidad y el cosmos que diseminó en sus principales obras literarias. Se ofrece también una semblanza del Lovecraft más controvertido. El hombre a quien sedujo el fascismo. El autor misántropo enfrentado a su tiempo, al que hoy más que nunca vemos como un amante de los extremos.[228][229][230][231]

## Obras
Narrativa completa en orden cronológico:
| - La botellita de cristal, 1898-1899 - La cueva secreta, 1898-1899 - El misterio del cementerio, 1898-1899 - El buque misterioso, 1902 - La bestia de la cueva, 1905 - El alquimista, 1908 - La tumba, 1917 - Dagón, 1917 - Una semblanza del Doctor Johnson, 1917 - La dulce Ermengarde, impreciso, quizás 1919-1921 - Polaris, 1918 - Al otro lado de la barrera del sueño, 1919 - Memoria, 1919 - El viejo Bugs, 1919 - La transición de Juan Romero, 1919 - La nave blanca, 1919 - La maldición que cayó sobre Sarnath, 1919 - El testimonio de Randolph Carter, 1919 - El viejo terrible, 1920 - El árbol, 1920 - Los gatos de Ulthar, 1920 - El templo, 1920 - Arthur Jermyn, 1920 - La calle, finales 1919 - Celephaïs, 1920 - Del más allá, 1920 - Nyarlathotep, 1920 - La lámina de la casa, 1920 - Ex Oblivione, 1920-1921 - La ciudad sin nombre, 1921 - La búsqueda de Iranon, 1921 - La ciénaga-luna, 1921 - El extraño, 1921 - Los otros dioses, 1921 - La música de Erich Zann, 1921 - Herbert West, reanimador, 1921-1922 - Hipno, 1922 | - Lo que trae la luna, 1922 - Azathoth, 1922 - El sabueso, 1922 - El miedo que acecha, 1922 - Las ratas de las paredes, 1923 - Lo innominable, 1923 - El ceremonial, 1923 - La casa evitada, 1924 - El horror de Red Hook, 1925 - Él, 1925 - En la cripta, 1925 - El descendiente, 1925 - Aire frío, 1926 - La llamada de Cthulhu, 1926 - El modelo de Pickman, 1926 - La extraña casa elevada entre la niebla, 1926 - La búsqueda en sueños de la ignota Kadath, 1926-1927 - La llave de plata, 1926 - El caso de Charles Dexter Ward, 1927 - El color del espacio exterior, 1927 - Gente muy antigua, 1927 - Historia del Necronomicon, 1927 - Ibid, 1928 - El horror de Dunwich, 1928 - El que susurra en la oscuridad, 1930 - En las montañas de la locura, 1931 - La sombra sobre Innsmouth, 1931 - Los sueños en la casa de la bruja, 1932 - A través de las puertas de la llave de plata, 1932-1933 - El ser del umbral, 1933 - El clérigo malvado, 1933 - El libro, 1933 - La sombra de otro tiempo, 1934-1935 - El asiduo de las tinieblas, 1935 |

## Adaptaciones cinematográficas
Las películas basadas en los escritos de H. P. Lovecraft incluyen las siguientes.

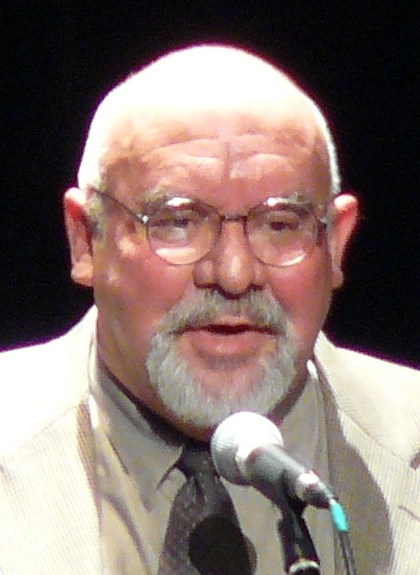
Stuart Gordon fue uno de los directores de terror que más ha llevado a la pantalla las historias de H. P. Lovecraft.

- The Haunted Palace (1963), dirigida por Roger Corman y protagonizada por Vincent Price junto a Lon Chaney Jr. Comercializada como "Edgar Allan Poe's The Haunted Palace", la película se basa en El caso de Charles Dexter Ward y también incluye elementos tomados de La sombra sobre Innsmouth y El horror de Dunwich.[233]
- Die, Monster, Die! (1965), dirigida por Daniel Haller y protagonizada por Boris Karloff y Nick Adams. Adaptación de El color del espacio exterior.[234]
- The Dunwich Horror (1970), dirigida por Daniel Haller y protagonizada por Sandra Dee, Dean Stockwell y Ed Begley. Basada en la historia corta homónima.[235]
- Re-Animator (1985), dirigida por Stuart Gordon y protagonizada por Jeffrey Combs, Bruce Abbott, Barbara Crampton y David Gale. Adaptación de Herbert West: reanimador.[236]
- From Beyond (1986), dirigida por Stuart Gordon y protagonizada por Jeffrey Combs, Barbara Crampton y Ken Foree. Basada en Del más allá.[237]
- The Curse (1987), dirigida por David Keith y protagonizada por Wil Wheaton. Basada en El color del espacio exterior.[238]
- The Unnamable (1988), dirigida por Jean-Paul Ouellette y protagonizada por Mark Kinsey Stephenson. Basada en Lo innominable.[239]
- The Resurrected (1991), dirigida por Dan O'Bannon y protagonizada por John Terry, Jane Sibbett y Chris Sarandon. Basada en El caso de Charles Dexter Ward.[240]
- The Unnamable II: The Statement of Randolph Carter (1992), dirigida por Jean-Paul Ouellette y protagonizada por Mark Kinsey Stephenson. La película combina elementos de la historia de Lo innominable y El testimonio de Randolph Carter.[241]
- Necronomicon (1993), antología de tres historias basadas en Las ratas de las paredes, Aire frío y El que susurra en la oscuridad, con una historia envolvente que presenta a un H. P. Lovecraft ficticio.[242]
- Castle Freak (1995), dirigida por Stuart Gordon y protagonizada por Jeffrey Combs y Barbara Crampton. Inspirada en El extraño.[243]
- Dagon (2001), dirigida por Stuart Gordon y protagonizada por Ezra Godden, Francisco Rabal y Raquel Meroño. Basada en La sombra sobre Innsmouth.[244]
- The Call of Cthulhu (2005), una película muda en blanco y negro diseñada para parecer que fue estrenada a fines de la década de 1920, cuando se publicó la historia corta La llamada de Cthulhu.[245]
- Cthulhu (2007), dirigida por Daniel Gildark y protagonizada por Jason Cottle, Cara Buono y Tori Spelling. Basada en La sombra sobre Innsmouth.[246]
- The Whisperer in Darkness (2011), una película en blanco y negro diseñada para parecer que fue estrenada en la década de 1930. Basada en la historia corta del mismo nombre.[247]
- Color Out of Space (2020), dirigida por Richard Stanley y protagonizada por Nicolas Cage. Basada en El color del espacio exterior.[248]